# ماهی
ماهی نام دسته‌ای از جانداران خون‌سرد آبزی است. آنها به کمک باله‌هایشان در آب حرکت می‌کنند، هنگام دور زدن از باله‌های سینه‌ای و هنگام حرکت سریع از بالهٔ دُمی استفاده می‌کنند. پوست بدن ماهی‌ها از پولک پوشیده شده و لغزنده است. ماهی‌ها با آب‌شش‌های دو طرف سر خود در آب تنفس می‌کنند. ادامهٔ نسل ماهی‌ها با تخم ریزی در آب صورت می‌گیرد که از هر تخم یک ماهی متولد می‌شود. به‌طور کلی می‌توان گفت ماهی‌ها در دستهٔ آبزیان جای دارند و تخم‌گذار هستند.
ماهی‌ها اعضای گروه نافراگیری از موجودات زنده‌اند که همهٔ آبزیان آبششدار جمجمه‌دار که دست و پای آن‌ها انگشت ندارد در این دسته جای می‌گیرد. دسته‌هایی مانند مخاطی‌واران، مکنده‌ماهی‌ها، غضروف‌ماهیان و ماهیان استخوانی همگی از این جمله‌اند. بیشتر ماهی‌ها خونسردند به عبارت دیگر اجازه می‌دهند تا دمای بدنشان با دمای فضای پیرامون تغییر کند اما برخی شناگران چابک و بزرگ مانند کوسه بزرگ سفید و ماهی تن دمای درونی بدنشان را کمی بالاتر نگه می‌دارند. ماهی‌ها در آب‌های جهان رها شده‌اند تقریباً در هر محیط آبی می‌توان ماهی پیدا کرد، از جریان‌های تند آب که از بالای کوه‌ها سرچشمه می‌گیرد (مانند ماهی تندابه) تا منطقهٔ مغاکی و حتی ناحیهٔ هدل در عمیق‌ترین نقاط اقیانوس ماهی زندگی می‌کند (مانند مارماهی‌سانان پلیکانی و قلابچه‌ماهی). ماهی‌ها ۳۳٬۱۰۰ گونهٔ توصیف شده دارند که در میان مهره‌داران گسترده‌ترین گونهٔ جانوری است. محل زندگی ماهی آب یا به‌طور دقیق‌تر و علمی‌تر آب طبیعی است. هر جایی که آب طبیعی مثل برکه و رودخانه وجود داشته باشد، ماهی می‌تواند در آنجا زندگی کند به عبارت دیگر به عنوان یک اصل علمی می‌توان گفت که هر جا آب طبیعی وجود داشته باشد ماهی هم در آنجا وجود دارد.
ماهی یکی از منابع با اهمیت برای انسان‌ها است به‌ ویژه منبع خوراکی. ماهیگیران عمده یا افرادی که تنها برای گذران زندگی ماهی می‌گیرند این جانور را از فضای وحش صید می‌کنند (نگاه کنید به ماهی‌گیری یا پرورش ماهی) یا از استخرها یا قفس‌هایی که در اقیانوس کار گذاشته‌اند (نگاه کنید به آبزی‌پروری) ماهی به‌دست می‌آورند. همچنین برخی ماهی را برای فروش به عنوان حیوان خانگی صید می‌کنند و در آکواریوم‌ها به نمایش می‌گذارند. در گذشته در میان برخی فرهنگ‌ها، ماهی نقش ایزدی داشت از این رو به عنوان نماد مذهبی یا هنری در برخی کتاب‌ها و فیلم‌ها نماد ماهی دیده می‌شود.
عبارت ماهی برای اشاره به جانوری است جدای از چهاراندامان (مانند دوزیستان، خزندگان، پرندگان و پستانداران) که همگی اجداد مشترک دارند، از این رو ماهی‌ها گروه نافراگیر دانسته می‌شوند که در سامانه‌شناسی زیستی یک گروه کامل نیست.
نخستین جاندارانی که می‌توان گفت در دستهٔ ماهی‌ها جای گرفتند طنابدارانی نرم‌تن بودند که نخستین بار در دورهٔ کامبرین پدید آمدند. آن‌ها با اینکه یک ستون فقرات کامل نداشتند اما از پشت‌مازه برخوردار بودند. این پشت‌مازه به آن‌ها اجازه می‌داد تا نسبت به جانداران بی‌مهره چابک‌تر باشند. ماهی‌ها در دوران دیرینه‌زیستی هم به تکامل خود ادامه دادند و گوناگونی آن‌ها بیشتر شد. بسیاری از ماهی‌ها در دوران دیرینه‌زیستی به یک پوستهٔ سخت که مانند یک زره بدن آن‌ها را می‌پوشاند مجهز شدند (تخته‌پوستان) این زره از آن‌ها در برابر شکارچیان نگهداری می‌کرد. نخستین ماهی با آرواره در دوران سیلورین پدیدار شد پس از آن بود که جانورانی مانند کوسه به طبیعت افزوده شد.

## فرگشت

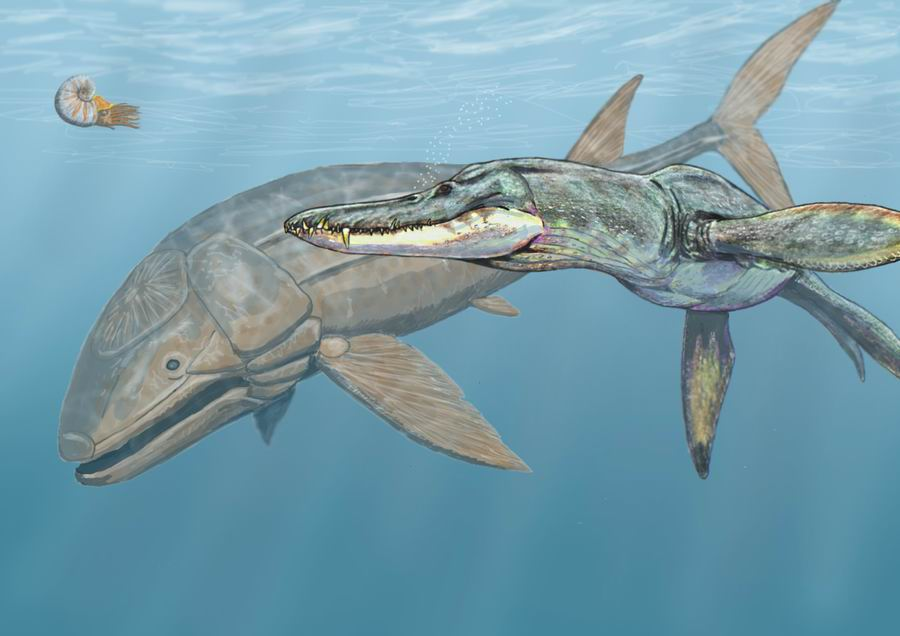
لیدزماهی (چپ) بزرگ‌ترین ماهی شناخته شده در جهان؛ سنگواره‌های این ماهی بیانگر طول ۱۳٫۵ تا ۲۷٫۶ متر است که ۲۱ تا ۲۵ سال طول می‌کشیده تا آن‌ها به این طول برسند.

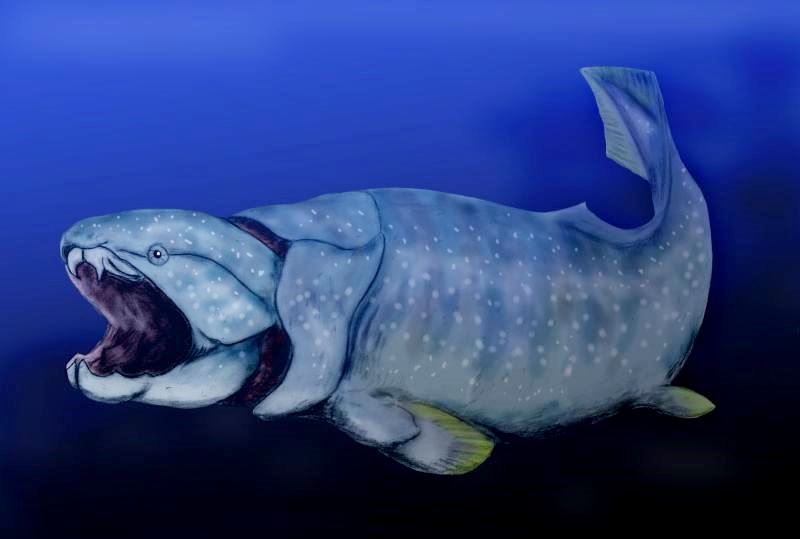
دانکل‌استخوان یک ماهی غول پیکر با ۱۰ متر طول که در دوران پیش از تاریخ زندگی می‌کرد.

ریشهٔ نخستین ماهی‌ها به ۵۳۰ میلیون سال پیش و دورهٔ انفجار کامبرین بازمی‌گردد. جد نخستین ماهی‌ها یا جانورانی که به ماهی‌ها بسیار همانند بودند، پیکایا، هایکو ایکثیس و مایلوکونمینجیا بوده است. سنگواره‌های پیکایا و هایکو سنگوارهٔ انتقالی میان مهره‌داران و بی‌مهرگان است و می‌توان گفت آنها از نخستین طنابدارانند. پیکایا یک پشت‌مازه اولیه داشت؛ اندامی که بعدها به ستون مهره‌ها تبدیل شد. برخلاف بسیاری از جانوران دورهٔ کامبرین، این سرده‌ها عناصر پایهٔ ستون مهره‌ها مانند پشت‌مازه، مهره‌های ابتدایی، سر و دم با هندسهٔ مشخص و روشنی داشتند. اما هیچ‌کدام آرواره نداشتند و خوراک آنها به‌صورت فیلتر شده از بستر دریا به‌دست می‌آمد. بی‌آروارگان در شاخهٔ طنابداران و زیرشاخهٔ مهره‌دارانند.
نخستین مهره‌داران آرواره‌دار در اواخر اردویسین پدید آمدند و در دوونین فراوان شدند. به آن دوران، اغلب «دوران ماهی‌ها» گفته می‌شود. خانوادهٔ ماهی‌ها یک گروه فراگیر نیست. از این رو فرگشت ماهی به عنوان یک «رویداد تکی و غیروابسته» مورد بررسی قرار نگرفته است.

### آرایه‌شناسی
گروه نافراگیر ماهی‌ها عبارت است از هر کلادی شامل همهٔ ماهی‌ها و همچنین چهاراندامانی که ماهی نیستند. به صورت سنتی ماهی‌ها به سه رده‌ای که منقرض نشده‌اند تقسیم می‌شدند و گونه‌های منقرض شده هم گاهی در میانهٔ این درخت قرار می‌گرفتند گاهی هم رده‌ای ویژهٔ خودشان به آن‌ها تعلق می‌گرفت:
در زیر علامت † برای گونه‌های منقرض شده است.
- ردهٔ بی‌آروارگان
  - زیرردهٔ دهان‌گردان (مخاطی‌واران و مکنده‌ماهی)
  - زیرردهٔ صدف‌پوستان (ماهی بی‌آروارهٔ زرهی)†
- ردهٔ غضروف‌ماهیان
  - زیرردهٔ نرم‌آبشش‌داران (کوسه و پرتوماهی)
  - زیرردهٔ درست‌سران (موش‌ماهی و خانوادهٔ منقرض شدهٔ آن)
- ردهٔ تخته‌پوستان (ماهی زرهی)†
- ردهٔ خارپایگان (گاهی کوسه‌های خاردار در ردهٔ ماهیان استخوانی جای می‌گیرند)
- ردهٔ ماهیان استخوانی
  - زیرردهٔ پرتوبالگان
  - زیرردهٔ گوشتی‌بالگان (نیای چهاراندامان)

رده‌بندی که در بالا ارائه شد در کارهای عمومی و غیرحرفه‌ای کاربرد دارد. اما ماهی‌ها به گروه‌هایی با جزئیات دقیق تر تقسیم شده‌اند که در ادامه گروه‌های اصلی آن‌ها آورده شده‌اند:
- ردهٔ Myxini (مخاطی‌واران)
- ردهٔ بال‌سپرریختان † (ماهی‌های بی آروارهٔ نخستین)
- ردهٔ پستانک‌دندانان †
- ردهٔ بی‌سپران †
- ردهٔ دهان‌گردواران
  - Petromyzontidae (مکنده‌ماهی)
- ردهٔ قیف‌دندانان †
- ردهٔ سرسپرریختان † (ماهی‌های بی آروارهٔ نخستین)
  - (بدون رده‌بندی) کلاه‌خودسپران †
  - (بدون رده‌بندی) پندارسپران †
  - (بدون رده‌بندی) استخوانی‌زرهان †
- زیر شاخه آرواره‌داران (آرواره دار مهره دار)
  - ردهٔ تخته‌پوستان † (ماهی زرهی)
  - ردهٔ غضروف‌ماهیان (ماهی غضروفی)
  - ردهٔ خارپایگان † (کوسهٔ خاردار)
  - بالا-رده ماهیان استخوانی (ماهی استخوانی)
    - ردهٔ پرتوبالگان
      - زیرردهٔ غضروفی‌استخوانان
        - راستهٔ تاس‌ماهی‌سانان (ماهیان خاویاری و پوزه‌پارویی)
        - راستهٔ اژدرسانان (طناب‌ماهی و اژدرسانان).

      - زیرردهٔ نوبالگان
        - فرو-ردهٔ درست‌استخوانان (ماهی سرسوسماری و کمان‌باله)
        - فرو-ردهٔ تکمیل‌استخوانان (راسته‌های زیاد با ماهیان مشترک)

    - ردهٔ گوشتی‌بالگان
      - زیرردهٔ پرتوتاران (تهی‌خارها)
      - زیرردهٔ Dipnoi (شش‌ماهی)

گروه‌های گوناگون ماهی‌ها بیش از نیمی از گونه‌های مهره‌داران را پوشش می‌دهد. نزدیک به ۲۸٬۰۰۰ گونهٔ شناخته شدهٔ موجود از ماهی داریم که نزدیک به ۲۷٬۰۰۰ گونه ماهی استخوانی، ۹۷۰ گونه غضروف‌ماهیان (شامل کوسه، پرتوماهی و …) و نزدیک به ۱۰۸ گونه هم مخاطی‌واران و مکنده‌ماهی است. یک سوم از این گونه‌ها در نُه خانوادهٔ بزرگ تقسیم می‌شوند، از بزرگ به کوچک این خانواده‌ها عبارتند از: کپورماهیان، گاوماهیان، سیکلید، کاراسینان، مکنده‌دهانان، سگ‌ماهیان جویباری، هامورماهیان، زمردماهیان و عقرب‌ماهیان. نزدیک به ۶۴ خانواده آرایه تک‌نمونه اند، تنها یک گونه در آن‌ها جای می‌گیرد. احتمالاً مجموع کل گونه‌های موجود ماهی (انقراض نیافته) به بیش از ۳۲٬۵۰۰ برسد.

### گوناگونی

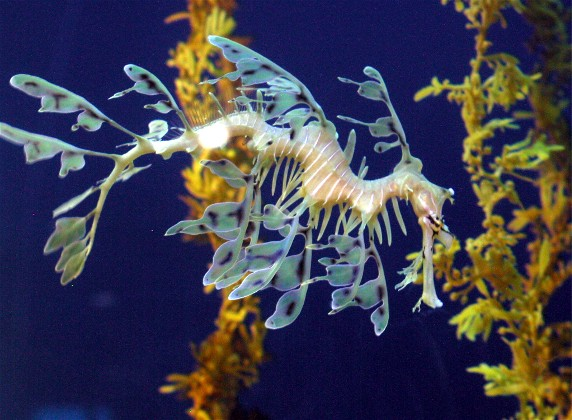
ماهی‌ها در شکل و اندازه‌های گوناگون وجود دارند. این یک اژدهای دریایی برگدار است از خانواده‌ای نزدیک به اسب دریایی. باله‌های برگ‌مانند این جانور به او کمک می‌کند تا در کنار جلبک دریایی در آب شناور باشد و در میان برگ‌های آن از دید خارج شود.

عبارت «ماهی» به صورت دقیق‌تر توصیف‌کنندهٔ هر جانور غیرچهاراندام جمجمه‌داری (جانوری با جمجمه و در بیشتر موارد دارای استخوان پشت) است که در طول زندگی آبشش دارد و دست و پاهایش (اگر داشته باشد) همانند باله‌اند. برخلاف گروه‌های پستانداران و پرندگان، ماهی‌ها یک کلاد تکی نیستند بلکه مجموعه‌ای نافراگیر از آرایه‌های زیستی‌اند. شامل: مخاطی‌واران، مکنده‌ماهی‌ها، غضروف‌ماهیان، پرتوبالگان، تهی‌خارها و شُش‌ماهیان
بسیاری از آبزیان که در کاربرد معلوم، به عنوان ماهی معروف شده‌اند با توجه به توضیحات بالا دیگر ماهی دانسته نمی‌شوند از آن جمله می‌توان اشاره کرد به: سپیداج، ستاره دریایی، خارچنگ، حلزون صدف‌دار و عروس دریایی. در گذشته حتی زیست‌شناسان هم تفاوتی میان انواع آبزیان نمی‌دیدند و مواردی مانند تمساح، اسب آبی، دوزیستان، نهنگ‌ها، خوک دریایی و بسیاری از بی‌مهرگان دریا را به عنوان ماهی دسته‌بندی می‌کردند. اما در دانش امروز همهٔ پستانداران از جمله آب بازسانانی همچون نهنگ و دلفین به عنوان ماهی دانسته نمی‌شوند.
معمولاً ماهی‌ها خونسردند، و هندسهٔ بدن آن‌ها به گونه‌ای است که بتوانند به سرعت شنا کنند، آن‌ها با کمک آبشش اکسیژن را از آب بیرون می‌کشند یا اینکه از ابزاری برای تنفس هوای بیرون (جو) بهره می‌برند. ماهی‌ها دو باله دارند همچنین معمولاً یک یا دو (به ندرت سه) بالهٔ پشت دارند، یک باله در ناحیهٔ مقعد و یک دمِ باله-مانند. پوست ماهی‌ها معمولاً با پولک (فَلس) پوشانده شده است و تخم‌گذارند.
هر کدام از مشخصاتی که دربارهٔ ماهی‌ها گفته شد، استثناهایی هم دارد، برای نمونه ماهی تن، شمشیرماهی و برخی گونه‌های کوسه دیده شده که خون‌گرم اند یا مشخصاتی همانند جانوران خونگرم پیدا کرده‌اند، آن‌ها می‌توانند بدنشان را از درون گرم کنند به گونه‌ای که از دمای آب پیرامون گرم‌تر شود. هندسهٔ بدن (گذر جریان آب از کنار بدن) و روش شنا کردن همهٔ ماهی‌ها یکسان نیست برای نمونه ماهی‌هایی مانند تُن، آزاد و گیش ماهیان در یک ثانیه می‌توانند ۱۰ تا ۲۰ برابر طول بدن خود را شنا کنند، در حالی که پرتوماهی‌ها و مارماهیان در یک ثانیه نمی‌توانند بیش از نیمی از طول بدن خود را شنا کنند. بسیاری از ماهیانی که در آب‌های شیرین زندگی می‌کنند با استفاده از ساختارهای گوناگون همان‌طور که از آب اکسیژن به‌دست می‌آورند از هوای بیرون هم اکسیژن به‌دست می‌آورند. شُش‌ماهی مانند چهاراندامان یک جفت شُش دارد، گورامی اندامی مانند ماز (هزارتو) دارد که مانند شُش کار می‌کند و می‌تواند از هوا اکسیژن بگیرد (مازماهیان). برخی گربه‌ماهی‌ها هم اکسیژن را از راه شکم خود دریافت می‌کنند. هندسهٔ بدن و باله‌های ماهی‌ها هم بسیار متغیر است به ویژه این تفاوت در میان آبزیانی که شبیه ماهی نیستند بیشتر دیده می‌شود مانند: اسب دریایی، قلابچه‌ماهی، بادکنک‌ماهی و مارماهی‌سانان پلیکانی. سطح پوست ماهی می‌تواند صاف باشد (مانند مارماهی رنگین) یا با انواع گوناگون پولک پوشیده شده باشد. همچنین ماهی‌هایی وجود دارند که بیشتر روی زمین زندگی می‌کنند؛ گل خورک خوراکش را روی گل پیدا می‌کند و روی زمین با دیگر ماهی‌ها اندرکنش دارد تنها هنگامی که بخواهد پنهان شود به زیر آب می‌رود. برخی گربه‌ماهی‌سانان در زیر زمین، سفره‌های آب زیرزمینی و در خاک برگ‌های اشباع از آب زندگی می‌کنند.
بزرگ‌ترین ماهی‌ها، کوسه‌نهنگ است که طول آن به ۱۸ متر می‌رسد، در حالی که نوزادماهی فربه ماده، حداکثر ۸ میلی‌متر طول دارد.
می‌توان گفت گوناگونی گونه‌های ماهی به صورت یکسان میان ماهی‌های دریایی و ماهی‌های زیست‌بوم آب شیرین تقسیم می‌شود. ناحیهٔ هند-آرام مرکز اصلی گوناگونی‌های ماهی‌های دریایی است در حالی که ماهی‌های آب‌های شیرین بیشتر در حوضهٔ آبریز رودخانه‌های بزرگ جنگل‌های باران‌خیز استوایی گوناگونی دارند به ویژه در بستر رودهای آمازون، کنگو و مکونگ. بیش از ۵۶۰۰ گونهٔ ماهی در آب‌های شیرین منطقهٔ گرمسیری قارهٔ آمریکا و منطقهٔ معتدل آمریکای جنوبی وجود دارد (قلمرو نوگرمسیری). این گونه‌های ماهی نزدیک به ۱۰٪ همهٔ گونه‌های مهره‌داران را پوشش می‌دهند. ناحیه‌های سرشار از مواد خوراکی بستر آمازون مانند کانتائو به تنهایی بیشتر از کل اروپا گوناگونی در ماهی‌های آب‌های شیرین دارند.

## تنفس

### آبشش
آبشش‌ها از تارهایی تشکیل شده است که مانند شانه کنار هم جای گرفته‌اند. تیغک‌های آبشش باعث افزایش سطح تماس با آب و درنتیجه دریافت اکسیژنِ بیشتر می‌شود. ماهیان استخوانی سه جفت، غضروف‌ماهیان پنج تا هفت جفت و بی‌آروارگان نخستین هفت جفت کمان آبشش دارند. اما بدون تردید اجداد مهره دار، کمان‌های آبششی بیشتری داشتند. برای نمونه، طنابداران بیش از ۵۰ جفت کمان آبشش داشتند.
یک لیتر هوا، ۲۱۰ سانتیمتر مکعب اکسیژن دارد، در حالی که یک لیتر آب شیرین تنها ۸ سانتیمتر مکعب اکسیژن دارد. چگالی آب ۷۷۷ برابر بیشتر و لزجت آن ۱۰۰ برابر هوا است. همچنین نرخ واپخش اکسیژن در هوا ۱۰ هزار برابر بیشتر از آب است؛ با توجه به تمام این نکات داشتن شُش‌هایی مانند کیسه برای ادامهٔ زندگی در آب به اندازهٔ کافی بازدهی ندارد و ماهی‌ها مجبور به داشتن آبششند.

#### ماهیان استخوانی
در ماهیان استخوانی آبشش‌ها در یک اتاقک شاخه-شاخه قرار گرفته‌اند که روی آن را یک استخوان پوشانده است. این استخوان به آنها کمک می‌کند تا فشار آب داخل آبشش را تنظیم کنند و آب بتواند در مجراها حرکت کند. به این ترتیب، ماهی مجبور نیست برای ورود آب به آبشش همواره در حال حرکت باشد. روی آبشش هم غشائی وجود دارد که مانع از فرار آب به بیرون می‌شود.
برخی دوزیستان و لاروها، آبشش خارجی دارند که با بزرگ شدن جانور کارکردش کمتر می‌شود تا اینکه در بیشتر دوزیستان با شُش و در ماهی‌ها با آبشش جایگزین می‌شود. برخی دوزیستان آبشش خارجی را در بزرگسالی نگه می‌دارند اما بخش پیچیدهٔ داخلی، مانند آنچه در ماهی‌ها وجود دارد، در آغاز فرگشت چهاراندامان به صورت برگشت‌ناپذیر حذف می‌شود.

#### غضروف‌ماهیان
کوسه و پرتوماهی پنج جفت شیار ورودی آب به آبشش دارند که با غضروف از هم جدا شده‌اند. برخی کوسه‌های نخستین شش تا هفت ورودی آب داشتند. برخلاف ماهیان استخوانی، بیشتر کوسه‌ها برای ورود آب به آبشش به جریان آب وابسته اند، یا ناچارند به سرعت به جلو شنا کنند. در حرکت‌های آهسته یا جابجایی در کف دریا به‌ویژه در میان چارگوش‌ماهی و پرتوماهی، آنها روزنک‌های خود را گشاد می‌کنند و جانور به جای دهان با مکیدن آب از راه روزنک تنفس می‌کند.
موش‌ماهی، روزنک و شیار پنجم ورود آب به آبشش را از دست داده است. باقی ماندهٔ شیارهایش هم با استخوانی پوشانده شده است. این استخوان در ادامهٔ سپتوم کمان‌های آبشش تشکیل شده است.

#### مکنده‌ماهی و بی‌فک‌ماهی
بی‌فک‌ماهی و مکنده‌ماهی شیار ورودی آبشش ندارند به جای آن، آبشش در کیسه‌های مارپیچ با یک ورودی دایره‌ای جای دارد که در برخی گونه‌ها ورودی کیسه‌ها با هم یکی شده است. هر کیسه دو آبشش دارد، مکنده‌ماهی هفت کیسه و بی‌فک‌ماهی بسته به گونه، بین شش تا چهارده کیسه دارد. در بی‌فک‌ماهی کیسه‌ها با حلق در ارتباط است. در مکنده‌ماهی‌های بالغ، یک لولهٔ تنفسی جدا زیر حلق ایجاد شده است که غذا را از تنفس جدا می‌کند.

### دم و بازدم از هوا
برخی ماهی‌ها می‌توانند با ساز و کارهای متفاوت از هوا، اکسیژن بگیرند. پوست مارماهی مهاجر می‌تواند به صورت مستقیم اکسیژن هوا را جذب کند. مارماهی الکتریکی از راه حفرهٔ دهانی (بوکال) هوا را تنفس می‌کند. گربه‌ماهی‌های خانواده‌های مکنده‌دهانان، زره‌دار و گربه‌ماهی خاردار کوتوله هوا را از راه دستگاه گوارش خود جذب می‌کنند. شُش‌ماهی‌ها به جز شُش‌ماهی استرالیایی و اژدرسانان یک جفت شُش همانند چهاراندامان در بدن خود دارند. آن‌ها هوای تازه را از راه دهان خود به داخل می‌کشند و هوای مصرف شده را از راه آبشش خود بیرون می‌کنند. ماهی سرسوسماری و کمان باله درون بدنشان کیسه‌های هوای دارای رگ‌های خونی است که به کمک آن اکسیژن هوا را جذب می‌کنند. کپورماهی‌سانان، درنده‌ماهیان و بسیاری از گربه‌ماهی‌سانان هوای عبوری را از راه شکم خود تنفس می‌کنند. گل‌خورک‌ها درست مانند قورباغه‌ها، هوای عبوری را از راه پوست خود جذب می‌کنند. بسیاری از ماهی‌ها ابزارهای جذب اکسیژن از هوا را دارند، مازماهیانی مانند گورامی و ماهی بتا می‌توانند با اندامی به نام هزارتو، اکسیژن را از هوا جذب کنند آنها می‌توانند در شرایطی که بیشتر ماهی‌ها از بی‌اکسیژنی می‌میرند مانند جریان‌های با سرعت کم، شالیزارها و جوی‌ها زنده بمانند. اندام تنفسی هزارتوی آنها از روز تولد کاربردی نیست بلکه با گذر زمان و رشد ماهی، این اندام تنفسی هم رشد می‌کند و کاربرد پیدا می‌کند. از این رو ماهی‌هایی که بومی مناطق کم‌اکسیژن اند نسبت به دیگرانی که در مناطق با جریان‌های سریع اند، اندام هزارتوی بزرگتر و پیشرفته‌تری دارند.

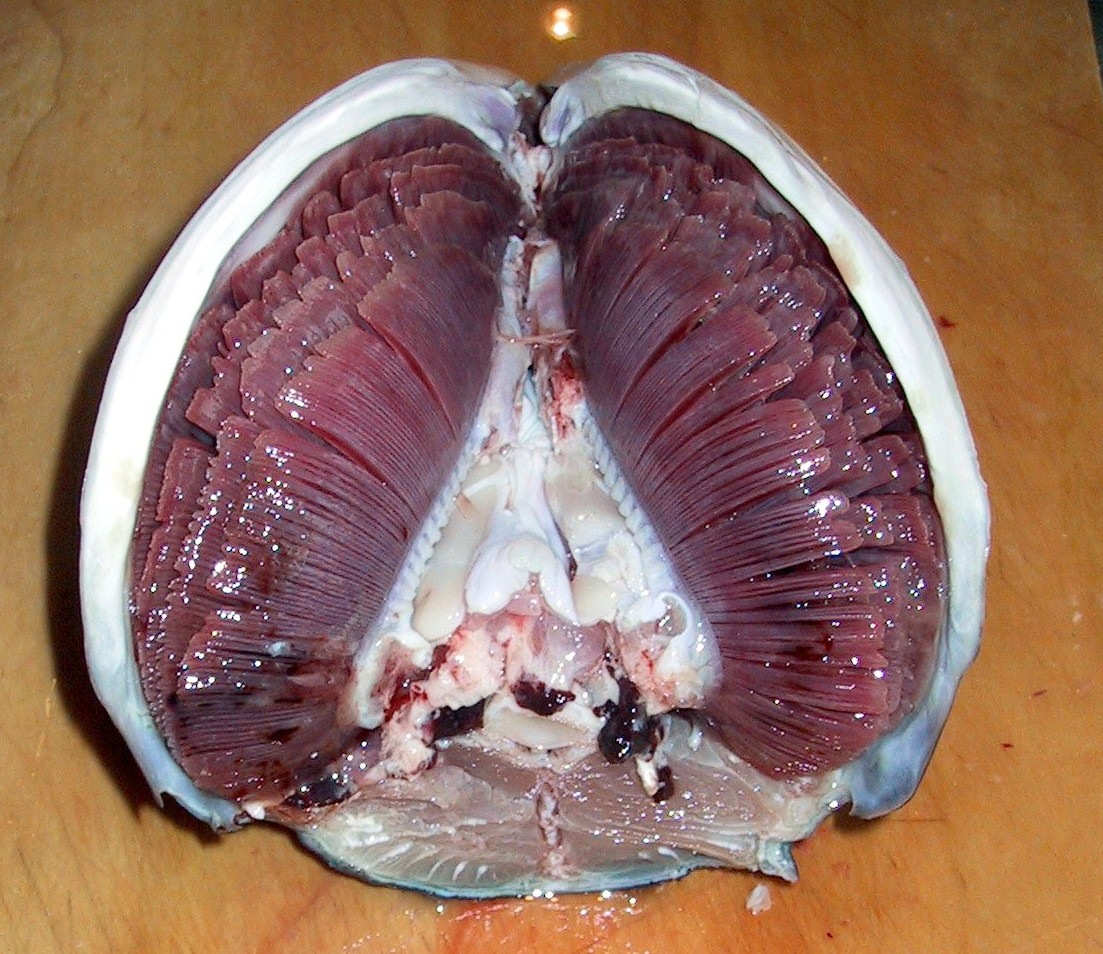
آبشش‌های ماهی تن درون سر ماهی؛ در این نگاره سر ماهی رو به زمین قرار گرفته به عبارت دیگر اگر در طرف دیگر قرار بگیریم رو به دهان ماهی نگاه می‌کنیم.

ماهی‌هایی که از هوا تنفس می‌کنند به دو دسته تقسیم می‌شوند، ماهی‌های مجبور به تنفس هوا (obligate air breathers) و ماهی‌های مختار به تنفس هوا (facultative air breathers). از جمله ماهی‌های مجبور به تنفس هوا می‌توان به شُش‌ماهی‌های آفریقایی اشاره کرد که مجبورند هوا تنفس کنند وگرنه می‌میرند. از جمله ماهی‌های مختار به تنفس در هوا، گربه‌ماهی لجن‌خوار است که تنها زمانی هوا تنفس می‌کند که لازم باشد در غیر این صورت از آبشش‌هایش استفاده می‌کند. بیشتر ماهی‌هایی که از هوا اکسیژن می‌گیرند به دلخواه این کار را می‌کنند آن‌ها ترجیح می‌دهند انرژی خود را صرف سطح آب آمدن نکنند و خود را در معرض خطر شکارچیان قرار ندهند.

## کالبدشناسی

اندام‌های فانوس ماهی هکتور: (۱) پوشش آبشش‌ها، (۲) خط جانبی، (۳) بالهٔ پشت، (۴) بالهٔ گوشتی، (۵) ساقهٔ دم، (۶) بالهٔ دم، (۷) بالهٔ مقعد، (۸) نقطه‌های تابناک، (۹) باله‌های لگنی (جفت)، (۱۰) باله‌های سینه‌ای (جفت)

### دستگاه گردش خون
دستگاه گردش خون ماهی‌ها به صورت یک حلقهٔ بسته است. به این معنی که قلب خون را در یک حلقه در سراسر بدن به گردش درمی‌آورد. در بیشتر ماهی‌ها قلب چهار بخش دارد شامل دو محفظه، یک بخش ورود و یک بخش خروج. بخش نخست که سینوس ونوسوس نام دارد کیسه‌ای با دیوارهٔ نازک است که خون را پیش از آنکه به بخش دوم، دهلیز برسد از سیاهرگ می‌گیرد. دهلیز خود یک محفظهٔ ماهیچه‌ای بزرگ است که مانند یک راه یک‌طرفه خون را به بخش سوم، بطن می‌برد. بطن دیواره‌های ماهیچه‌ای ضخیم دارد و خون را نخست به بخش چهار (یک لولهٔ ماهیچه‌ای بزرگ) و سپس به بیرون قلب پمپ می‌کند. بخش چهار که پیاز شریانی نام دارد به آئورت متصل است و از این راه خون به آبشش‌ها می‌رسد.

### گوارش
گوارش غذا در ماهی، عملاً از دهان شروع می‌شود. آنها به کمک دندان‌های خود طعمه یا غذای گیاهی را می‌گیرند و به سمت مری هدایت می‌کنند. بیشتر ماهیان شکارچی، طعمه خود را درسته قورت می‌دهند. بعضی از ماهی‌ها، مانند کوسه‌ها، از دندان خود برای کَندن یک قطعه از شکار استفاده می‌کنند. غذا پس از رسیدن به گلو، از راه مری، که یک لوله ساده با دیوار ماهیچه‌ایست، وارد معده می‌شود. معدهٔ ماهی‌های مختلف، متفاوت است اما در بیشتر ماهیان، معده یک کیسه یا لوله مستقیم یا خمیده است که دیوارهٔ ماهیچه‌ای و پوشش غده‌ای دارد. غذا در معده هضم می‌شود و در زمان خروج، کاملاً به صورت مایع در می‌آید. بین معده و روده، مجراهایی از کبد و پانکراس وارد لوله گوارش می‌شوند. طول روده بسته به نوع ماهی و غذایی که می‌خورد، متفاوت است. رودهٔ ماهیان گوشتخوار، کوتاه‌تر و روده گیاه‌خواران طولانی‌تر است. مواد غذایی از طریق روده جذب خون ماهی و مواد اضافی و جذب نشده، از راه مقعد، از بدن ماهی خارج می‌شود.

### دفع
دستگاه اصلی دفع‌کننده در ماهی‌ها، مانند سایر مهره‌داران، کلیه است. همچنین مقداری از دفع توسط دستگاه گوارش، پوست و آبشش‌ها صورت می‌گیرد. در مقایسه با مهره‌داران خشکی، ماهیان در حفظ غلظت ثابت آب و مواد محلول مانند نمکها در بدن خود در دشواری‌هایی دارند. به‌خصوص، ماهی‌های آب شور در محیطی زندگی می‌کنند که غلظت نمک در آن، بیش از حدی است که آنها بتوانند در درون بدن خود تحمل کنند. این وضعیت در ماهی‌های آب شیرین، برعکس است و آب محیط غلظت کمتری از بدن ماهی دارد؛ بنابراین سازوکارهای دفع و به‌خصوص کلیه، نقش مهمی در حفظ تعادل مواد شیمیایی بدن ماهی بر عهده دارد. مخاط پوست تا حدی مانع پدیدهٔ اسمز –پدیده‌ای که تمایل دارد غلطت نمک در بدن ماهی را با غلظت آب محیط برابر کند– می‌شود. کلیه نیز نمک‌ها و آب اضافی را دفع می‌کند تا غلظت مناسب در بدن ماهی حاصل شود.

### حساسیت و دستگاه عصبی

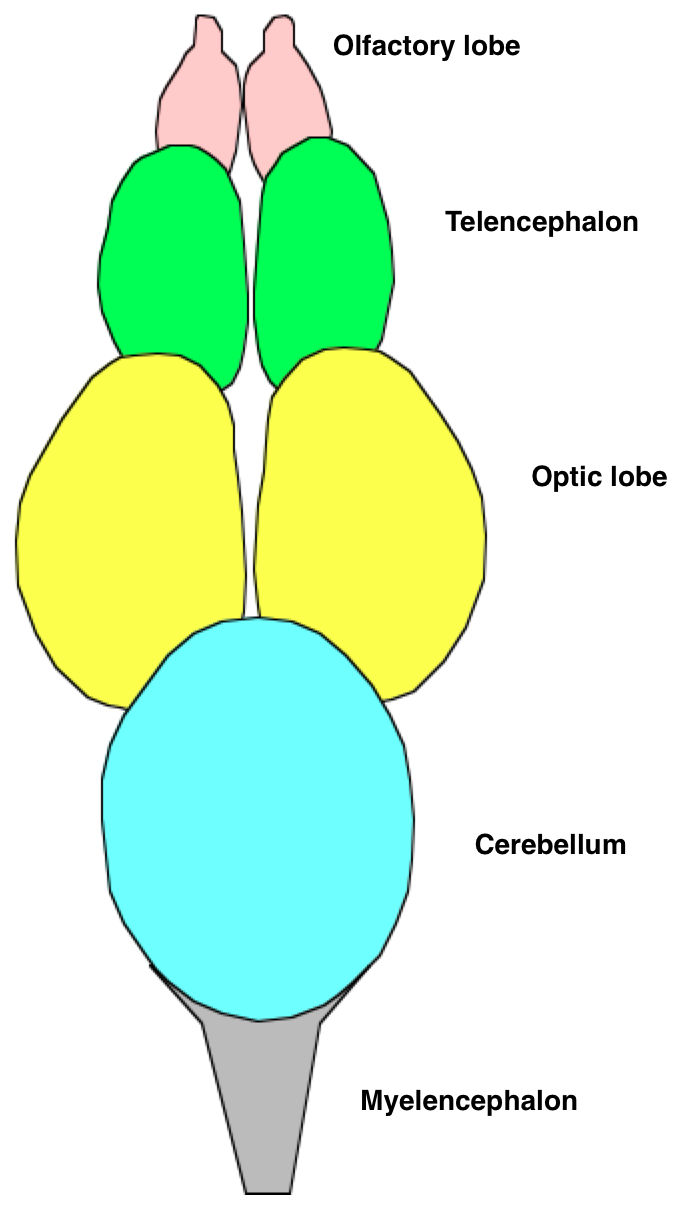
نمای مغز ماهی قزل‌آلای رنگین‌کمان از سمت کمر آن. از بالا به پایین به ترتیب، پیاز بویایی، مخ، بخش تشخیص نور و بینایی، اندام بخش شنا، تعادل و حس الکتریکی

در مقایسه با دیگر مهره‌داران، ماهی‌ها معمولاً نسبت به اندامشان، مغز کوچکی دارند؛ عموماً وزن مغز یک ماهی یک-پانزدهم وزن مغز یک پرنده یا پستاندار هم‌ردیفش (از نظر بزرگی) است. با این حال ماهی‌هایی وجود دارند که مغز نسبتاً بزرگی دارند، از آن میان می‌توان به پیل‌ماهیان و کوسه اشاره کرد. سنگینی مغز این ماهی‌ها همانند پرندگان و کیسه‌داران است.
مغز یک ماهی به چندین ناحیه تقسیم می‌شود. در پیش، پیاز بویایی قرار دارد. یک ساختار زوج که سیگنال‌های فرستاده شده از سوراخ‌های بینی را به کمک دو عصب بویایی، دریافت و پردازش می‌کند. برای ماهی‌هایی که با کمک حس بویایی شکار می‌کنند مانند کوسه‌ها، گربه ماهی‌ها و بی‌فک‌ماهی‌ها، پیاز بویایی بسیار بزرگ است. در پشت پیاز بویایی، دو عضو با ساختاری همانند مخِ آب‌پرده‌داران پیشرفته وجود دارد. در ماهی‌ها، مخ بیشتر درگیر حس بویایی است.
ارتباط میان مغز پیشین و میان‌مغز با کمک مغز میانجی برقرار می‌شود. در نگارهٔ نشان داده شده این بخش در زیر اندام بینایی قرار دارد و در تصویر دیده نمی‌شود. مغز میانجی کارهای مرتبط با هورمون‌ها و هم‌ایستایی را انجام می‌دهد. غده صنوبری درست در بالای مغز میانجی جای گرفته است. این بخش مسئول تشخیص نور است، ساعت زیستی بدن جانور را تنظیم می‌کند و دگرگونی‌های رنگ بدن را کنترل می‌کند.
درون میان‌مغز دو عضو تشخیص نور قرار دارند، در ماهی‌هایی که با کمک بینایی خود به شکار می‌روند مانند قزل‌آلای رنگین‌کمان و سیکلید این اندام‌ها بزرگتر است.
مغز پشتی یا مغز پیشاپسین ویژهٔ شنا کردن و حفظ تعادل است. این بخش مغز دیگر اندام‌های زوج ندارد بلکه تکی است و از همهٔ بخش‌ها بزرگتر است. این بخش از مغز در بی‌فک‌ماهی‌ها و مکنده‌ماهیها نسبتاً کوچک است در حالی که در پیل‌ماهیان این بخش بزرگتر است و ظاهراً مسئول حس الکتریکی ماهی نیز می‌باشد. ساقه مغز، بخش پسین مغز است که بار کنترل ماهیچه‌ها و اندام‌های بدن را بر دوش دارد در ماهی‌های استخوانی، ساقهٔ مغز، تنفس فیزیولوژیک و تنظیم فشار اسمزی را هم انجام می‌دهد.
ماهی‌ها با کمک نشانه‌های اختصاصی که در محیط وجود دارد و نقشه‌ای که در ذهنشان از محیط دارند با در نظر گرفتن نمادها و ویژگی‌های خاص هر منطقه جهت‌یابی می‌کنند. رفتار ماهی‌ها در هزارتوها نشان داده است که آن‌ها از حافظهٔ فضایی و توان تشخیص تفاوت‌ها با کمک حافظهٔ دیداری برخوردارند.

#### احساس درد
در آزمایش‌های انجام شده از سوی ویلیام تاولگا، نشانه‌هایی مبنی بر این که ماهی‌ها نسبت به درد و ترس پاسخ می‌دهند، پیدا شده است. برای نمونه وزغ‌ماهیان هنگامی که شوک الکتریکی بر آن‌ها وارد می‌شد، ناله و خرخر می‌کردند همچنین هنگامی که با یک الکترود روبرو می‌شدند باز همین واکنش را از خود نشان می‌دادند.
در سال ۲۰۰۳ دانشمندان اسکاتلندی دانشگاه ادینبرو و مؤسسهٔ رازلین به این نتیجه رسیدند که قزل‌آلای رنگین‌کمان رفتاری مرتبط با درد همانند دیگر جانوران از خود نشان می‌دهد. برای این آزمایش زهر زنبور و استیک اسید درون لب‌های ماهی تزریق شد و دیده شد که ماهی در پاسخ بدنش را به این سو و آن سو می‌برد و لب‌هایش را به همدیگر و به زمین می‌مالد؛ این رفتار همانند رفتاری است که پستانداران در برابر این درد انجام می‌دادند تا از آن رهایی یابند. الگویی که نورون‌ها پیام می‌فرستادند همانند الگوی نورون‌های انسانی بود.
جیمز. دی. رُز از دانشگاه وایومینگ ادعا کرد نتیجهٔ این پژوهش‌ها ایراد دارد چون در آن اثبات نشده که ماهی هشیاری و آگاهی نسبت به درد دارد به ویژه گونه‌ای از هشیاری که در ما دیده می‌شود. رُز بحث می‌کند که از آنجایی که مغز ماهی‌ها با انسان بسیار متفاوت است، احتمالاً رفتار ماهی، آگاهانه و ارادی نبوده، از این رو رفتاری که ماهی در برابر درد انجام داده که همانند واکنش انسانی بوده، می‌توانسته دلیل دیگری داشته باشد. یک سال پیش از این آزمایش رُز نتایج پژوهشی را منتشر کرده بود مبنی بر این که ماهی‌ها نمی‌توانند درد را حس کنند چون در مغز آن‌ها نوقشر وجود ندارد. اما رفتارشناس جانوران، تمپل گراندین بحث می‌کند که ماهی‌ها می‌توانند هشیاری نسبت به درد داشته باشند هرچند که از نوقشر برخوردار نیستند چون گونه‌های مختلف یک رفتار یا فرایند یکسان را با بهره‌گیری از بخش‌های متفاوت مغز انجام می‌دهند.
امروزه حامیان حقوق جانوران توجه جامعهٔ جهانی را به رنج و زجر احتمالی ماهی‌ها در اثر ماهی‌گیری جلب کرده‌اند از این رو در برخی کشورها مانند آلمان برخی روش‌های ماهی‌گیری ممنوع شده است؛ در بریتانیا هم افرادی که با ماهی‌ها بدرفتاری کنند را مجرم می‌داند و حکم محکومیت بر آن‌ها می‌دهد.

#### بینایی

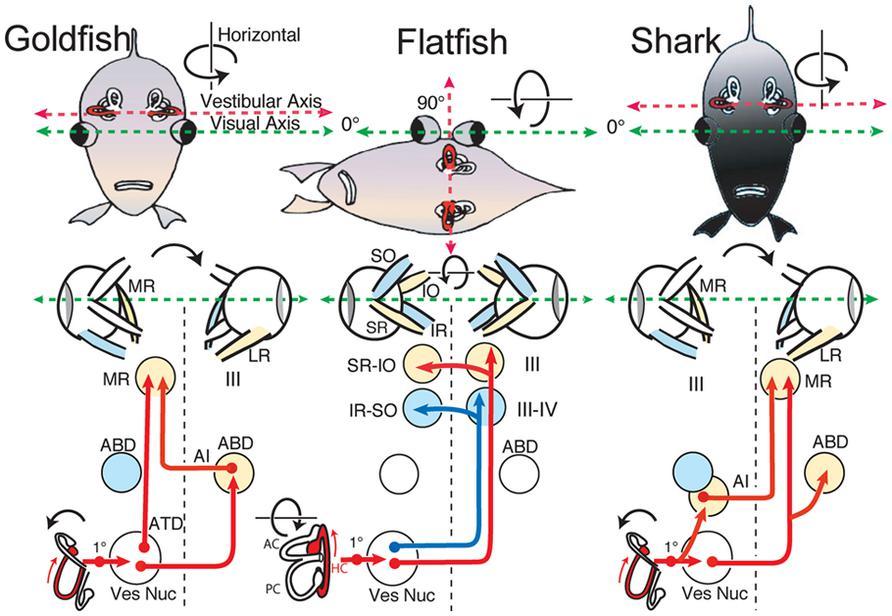
رفلکس دهلیزی-چشمی به ترتیب از چپ به راست: ماهی قرمز، کفشک‌ماهی و کوسه

برای بیشتر ماهی‌ها، بینایی اهمیت خیلی زیادی دارد. ساختار چشم ماهی، کم‌وبیش شبیه سایر مهره‌داران است. چشم بیشتر ماهیانی که در آب‌های عمیق و تاریک زندگی می‌کنند بزرگتر از چشم آنهاست که در آب‌های کم‌عمق و روشنند. بیشتر آنها عدسی کروی دارند و برای تنظیم کردن دیدِ خود روی اشیاء دور یا نزدیک، آن را در کرهٴچشم به حرکت درمی‌آورند. علی‌رغم غیرشفاف بودن آب و شکست نور در آن، اغلب ماهی‌ها به‌خوبی می‌بینند. آزمایش‌های تجربی نشان می‌دهد که همه، یا بیشتر ماهی‌هایی که در آب‌های کم‌عمق زندگی می‌کنند، دید رنگی دارند. شبکیهٔ چشم ماهی دارای هر دو نوع یاخته‌های استوانه‌ای و مخروطی است (یاختهٔ مخروطی برای بینایی در نور کافی و تشخیص رنگ‌ها و سلول‌های استوانه‌ای برای بینایی در نور کم و طول موج کوتاه‌تر). برخی ماهی‌ها پرتوهای فرابنفش را نیز می‌بینند و برخی دیگر می‌توانند نور قطبی شده را هم ببینند. در میان بی‌آروارگان، مکنده‌ماهی چشمان پیشرفته‌تری دارد درحالی که بی‌فک‌ماهی‌ها بینایی بسیار ابتدایی دارند. بینایی ماهی‌ها با توجه به محل زندگی آن‌ها سازگاری پیدا کرده برای نمونه ماهی‌هایی که در بخش‌های عمیق اقیانوس زندگی می‌کنند بینایی آن‌ها با تاریکی سازگاری خوبی پیدا کرده است.

#### شنوایی
شنوایی یک حس مهم در بیشتر گونه‌های ماهی است اما توان شنیدن و ردیابی منبع صدا در زیر آب که سرعت حرکت صوت بیشتر از هوا است، کاهش می‌یابد. شنوایی در زیر آب با کمک هدایت استخوانی صورت می‌گیرد و ردیابی و جایابی منبع صدا به نظر از روی تفاوت‌های موجود در دامنه که به کمک هدایت استخوانی درک می‌شود، انجام می‌گیرد. جانوران آبزی مانند ماهی‌ها از ابزاری تواناتر در شنوایی برخوردارند که برای شرایط زیر آب بهینه است.

دستگاه حسی خط جانبی در کوسه

ماهی‌ها صدا را با کمک خط جانبی و گوش‌هایشان درک می‌کنند. برخی ماهی‌ها مانند برخی گونه‌های کپور و شاه‌ماهی صدا را از راه کیسه‌های شنای خود می‌شنوند، این کیسه‌ها به عنوان ابزاری در شنوایی به آن‌ها کمک می‌کند.
بعضی از ماهی‌ها مانند گربه‌ماهی و کپور، دارای یک سیستم تقویت شنوایی ه نام اندام وِبِری (برگرفته از نام ارنست هاینریش وبر) هستند که متشکل از استخوان‌های کوچکی است که به گوش درونی وصل‌اند و لرزش‌های کیسه شنا را به گوش منتقل می‌کنند.
با اینکه آزمایش میزان شنوایی کوسه‌ها دشوار است، اما احتمالاً شنوایی آن‌ها بسیار خوب است و می‌توانند شکار را از چند کیلومتری شناسایی کنند. سوراخ‌های کوچکی که در هر سوی سر آن‌ها وجود دارد (منظور روزنک نیست) مستقیماً از یک کانال نازک به گوش درونی راه دارد. خط جانبی هم روشی همانند دارد و از راه یک سری سوراخ‌ها به نام روزنه‌های جانبی به فضای بیرون راه دارد. این مطلب نشان می‌دهد که سرچشمه و بنیاد این دو اندام تشخیص صدا و لرزش که با هم همکاری می‌کنند یکسان است. خط جانبی در ماهی و دوزیستان آبزی یک دستگاه شناسایی جریان در آب است همچنین نسبت به لرزش‌های با بسامد پایین نیز حساس است. دریافت‌کننده‌های مکانیکی یا مکانو رسپتور، سلول‌های موییِ تأمین‌کنندهٔ تعادل و حس شنوایی‌اند این سلول‌ها اطلاعات مکانیکی محیط پیرامون مانند کشش، فشار و جابجایی را در اختیار جانور می‌گذارند و در درجهٔ نخست در ردیابی، شکار، و حرکت دسته‌جمعی ماهی‌ها کاربرد دارند. دریافت‌کننده‌های حس الکتریکی، سلول‌های مویی اصلاح شده از دستگاه خط جانبی‌اند.

#### بویایی
دستگاه بویایی شامل اندام‌ها و پیاز بویایی از اندام‌های اصلی اند که از فضای پیرامون برای ماهی اطلاعات به‌دست می‌آوردند و تأثیر مستقیم در زندگی اجتماعی، یافتن خوراک، جفت‌گیری و زنده ماندن ماهی از دست شکارچیان دارد. ارتباط مستقیم اندام‌های بویایی با فضای بیرون به‌ویژه آلودگی‌ها یا فلزهای سنگین و … باعث می‌شود تا این اندام‌ها به راحتی آسیب ببینند اما بدن ماهی چنان طراحی شده که پس از آسیب خیلی زود می‌تواند آن را بازسازی کند برای نمونه گورخرماهی می‌تواند حتی نورون‌های آسیب دیده را هم از نو بسازد. در بیشتر ماهی‌ها اندام‌های بویایی بسیار پیشرفته است و این اندام‌ها در بخش بالایی سر قرار دارد اما در ماهی‌های باستانی تر مانند شش‌ماهی اندام بویایی در بخش پایینی سر قرار دارد. هر سوراخ بینی در ماهی دو بخش دارد مسیری که آب از آن وارد می‌شود با مسیری که آب از آن خارج می‌شود به این ترتیب که بخش ورودی و خروجی هر سوراخ بینی با یک لایهٔ نازک پوستی از هم جدا شده است. در بیشتر ماهی‌ها مجرای بویایی و شنوایی به هم راه ندارد به جز بی‌فک‌ماهی، موش‌ماهی و برخی پیوسته‌استخوانان.
بویایی در کوسه‌ها بسیار پیشرفته است. دستگاه بویایی این جانور در یک مجرای کوتاه میان پشت و جلوی سوراخ‌های بینی قرار دارد و برخلاف ماهی استخوانی با هم یکی نشده است. برخی گونه‌های کوسه می‌توانند بوی خون در آب دریا را با نسبتی به کوچکی یک در میلیون هم تشخیص دهند.
همچنین کوسه‌ها می‌توانند جهت بویی که حس می‌کنند را هم تشخیص دهند آن‌ها این کار را بر اساس زمان‌بندی هر بار که هر یک از سوراخ‌های بینی، بو را حس کرده‌اند، انجام می‌دهند. می‌توان گفت بویایی ماهی‌ها نسبت به جانوران خاکی مانند پستانداران چیزی کم ندارد.
ماهی‌ها برای جفتگیری از خود بوی خاصی ترشح می‌کنند برای نمونه ماهی قرمز این بو را از راه ادرار خود منتشر می‌کند، ماهی‌ها با این کار هم در می‌یابند که کدام ماهی‌ها برای جفت‌گیری آماده اند و هم اینکه آمادگی غده‌های خود را می‌سنجند. بوهای جنسی را بیشتر ماهی‌های نر تولید می‌کنند. حتی ماهی‌های بسیار کوچک که بویایی ضعیف تری نسبت به ماهی‌های بزرگ دارند اما از بویایی جنسی برخوردارند.
ماهی‌ها با کمک بویایی می‌توانند جمعیت ماهی‌ها و گونه‌ها را هم تشخیص دهند و حتی ماهی‌هایی که با آنها نسبت دارند را شناسایی کنند. ماهی‌هایی مانند سالمون با کمک حس بویایی برای تخم‌ریزی و تکمیل چرخهٔ زندگی به همان جایی بازمی‌گردند که نخستین بار در آن به دنیا آمدند.

#### دریافت‌کننده‌های الکتریکی و مغناطیسی

دریافت‌کننده‌های میدان الکترومغناطیسی یا آمپول لورنزینی و کانال‌های تشخیص حرکت در سر کوسه

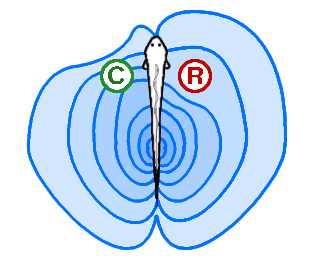
مکان‌یابی الکتریکی فعال، اجسام رسانا باعث تمرکز در میدان مغناطیسی و اجسام مقاوم به جریان باعث پخش شدن میدان می‌شود.

دریافت‌کننده‌های الکتریکی به ماهی این امکان را می‌دهد تا میدان الکتریکی و جریان‌های پیرامونش را احساس کند. برخی ماهی‌ها مانند گربه‌ماهی، کوسه و مارماهی اندامی دارند که به کمک آن می‌توانند پتانسیل الکتریکی ضعیف در حد میلی ولت را هم درک کنند. ماهی‌های دیگر مانند کاردماهی‌سانان آمریکای جنوبی جریان‌های الکتریکی ضعیفی تولید می‌کنند که از آن در راه‌یابی و ارتباط با دیگران بهره می‌برند. اندام‌های دریافت‌کنندهٔ الکتریکی در کوسه‌ها، آمپول‌های لورنزینی نام دارد شمار آن‌ها بیش از صدها هزار است. کوسه از این اندام‌ها در شناسایی میدان الکترومغناطیسی که همهٔ موجودات زنده تولید می‌کنند استفاده می‌کند. کوسه‌ها به ویژه کوسهٔ سرچکشی با کمک این اندام‌ها، شکار خود را پیدا می‌کند. دستگاه تشخیص الکتریکی کوسه در میان تمام موجودات زنده، بهترین است. کوسه می‌تواند شکاری که زیر ماسه پنهان شده است را با کمک میدان الکتریکی که تولید می‌کند شناسایی کند. حرکت جریان‌های اقیانوسی در میدان مغناطیسی زمین، میدان‌های الکتریکی تولید می‌کند که احتمالاً کوسه‌ها با کمک این میدان‌ها راه خود را پیدا می‌کنند.
برخی ماهی‌ها مانند گربه‌ماهی برقی با کمک دستگاهِ درک میدان‌های الکتریکی مجاور، می‌توانند در میان آب‌های گلی راه خود را پیدا کنند. این ماهی‌ها با بهره‌گیری از دگرگونی‌های طیفی و مدولاسیون دامنه، فاکتورهایی مانند شکل، بزرگی، فاصله، سرعت و رسانایی جسم را تشخیص می‌دهند. همچنین تشخیص، جنس، سن و سلسله مراتب در میان گونه‌ها با کمک همین میدان الکتریکی قابل تعیین است. برای ماهی‌هایی که در آب‌های شور اند، تغییرات میدان الکتریکی در حدود 5nV/cm هم قابل تشخیص است.
ماهی پوزه‌پارویی، پلانکتون‌ها را با کمک دریافت‌کننده‌های الکتریکیِ کنش‌پذیر (passive) که بر روی پوزهٔ برجسته‌اش وجود دارد شکار می‌کند. گروه‌های بزرگ پلانکتون، سیگنالی در حدود ۰٫۵ تا ۲۰ هرتز تولید می‌کنند که برای این ماهی قابل تشخیص است.
دریافت‌کننده‌های مغناطیسی این توان را می‌دهند تا جانور با کمک میدان مغناطیسی زمین جهت‌ها را پیدا کند. در ۱۹۸۸ دانشمندان دریافتند که در جمجمهٔ ماهی آزاد قرمز، آهن مغناطیسی شده (single domain magnetite) وجود دارد که در آن در دریافت مغناطیسی کمک می‌کند.

#### راهیابی
ماهی آزاد معمولاً هزاران کیلومتر از محل تولد خود دور می‌شود و دوباره به آن بازمی‌گردد.
ماهی آزاد، اوایل زندگی خود را در رودخانه‌ها سر می‌کنند سپس به سوی دریا شنا می‌کنند و دوران بزرگسالی خود را آنجا سپری می‌کنند پس از آن دوباره به رودخانه بازمی‌گردند تا در آنجا تخم‌ریزی کنند. آن‌ها معمولاً به همان رودخانه‌ای بازمی‌گردند که در آن زاده شده‌اند، حتی گاهی دقیقاً همان جایی که تخم شان نخستین بار گذاشته شده است را پیدا می‌کنند. گمان بر این است که هنگامی که آن‌ها در اقیانوس‌اند با کمک دریافت‌کننده‌های مغناطیسی خود جای کلی رودخانه‌ای که در آن زاده شده‌اند را پیدا کنند و هنگامی که به رود نزدیک شدند از حس بویایی خود برای پیدا کردن خانهٔ اولیه‌شان استفاده می‌کنند. به عبارت دیگر با استفاده از میدان مغناطیسی زمین و دریافت‌کننده‌های شیمیایی (بویایی) راه را پیدا می‌کنند.

### جابه‌جایی

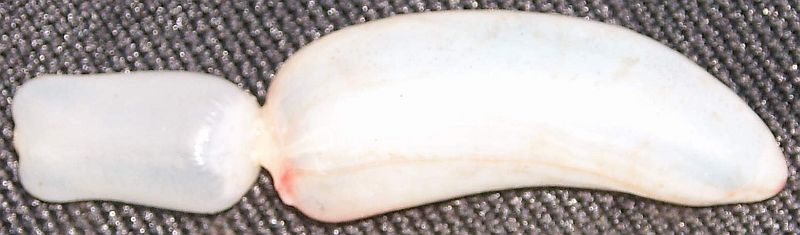
کیسهٔ شنای یک سرخ‌باله معمولی

بیشتر ماهی‌ها با حرکت جانبی بدن و استفاده از دُم خود نیروی رانش برای حرکت رو به جلو را ایجاد می‌کنند و برای سرعت‌های کم و ایجاد پایداری بیشتر از باله‌های دیگر خود مانند بالهٔ مقعد، پشت و غیره استفاده می‌کنند. در مقابل، گونه‌هایی از ماهی با کمک جفت بال جلویی و میانی خود شنا می‌کنند. گروه دوم معمولاً آهسته‌تر شنا می‌کنند، اما در صورت نیاز، به‌ویژه هنگامی که در میان آب‌سنگ مرجانی باشند، می‌توانند سرعت شنای خود را افزایش دهند. با این حال نسبت به ماهی‌هایی که از دم و بدن خود برای شنا استفاده می‌کنند آهسته‌ترند.
شنا با کمک دم و حرکت بدن، بازدهی بالایی دارد و سرعت بیشتری ایجاد می‌کند. پس برای شنای پیوسته و طولانی مناسب است و بیشتر در ماهی‌هایی دیده می‌شود که مجبورند مهاجرت‌های طولانی داشته باشند. در مقابل، شنا با کمک باله‌های کناری بدن به ماهی کمک می‌کند تا در پیچ‌ها و تغییر مسیر بهتر و سریع باشد. در نتیجه در ماهی‌های کوچک که نیاز به فرار از موقعیت‌های خطرناک دارند دیده می‌شود. برخی ماهی‌ها مانند گورخرماهی در جریان رشد و بسته به شرایط آب، روش شنا کردن خود را تغییر می‌دهند.
بافت استخوان و ماهیچه در ماهی چگال‌تر از آب است. از این رو ماهی‌های استخوانی برای تعیین عمق شنا و شناوری از کیسه‌های هوا کمک می‌گیرند. برخی ماهی‌ها در این کیسه‌ها لیپید ذخیره می‌کنند. ماهی‌هایی که کیسه‌های هوا ندارند برای شناوری از نیروی برآر کمک می‌گیرند. آنها برای تولید نیروی برآر از باله‌های شکمی خود استفاده می‌کنند تا در عمق خاصی بمانند. مشکل این روش این است که این ماهی برای شناوری در عمق دلخواه‌شان همواره باید در جابجایی باشند و اینکه نمی‌توانند به عقب شنا کنند یا در آب ثابت بمانند.

### خونسردی و خونگرمی
با اینکه بیشتر ماهی‌ها خونسردند اما استثناهایی وجود دارد. تنها ماهی‌های استخوانی (زیرردهٔ پیوسته‌استخوانان) که خونگرم اند در زیرراستهٔ تن‌ماهی‌واران قرار دارند که نول‌ماهی، ماهی تُن و ماهی تن پروانه‌ای را شامل می‌شود که ریشهٔ تبار آن به ماهی خال‌خالی بازمی‌گردد. ماه‌ماهی نیز این گونه است، این ماهی که از جملهٔ دهان‌گردماهی‌سانان است در سال ۲۰۱۵ به خوبی مورد بررسی قرار گرفت و روشن شد که این ماهی با کمک ماهیچه‌های شنایش تولید حرارت می‌کند تا بدنش را هنگامی که جریان آب خلاف جهت از خود بیرون می‌دهد (هنگام تنفس) گرم می‌کند تا حداقل گرما را ازدست داده باشد. این ماهی برای شکار طعمه‌هایی مانند ماهی مرکب می‌تواند خیلی فعال عمل کند و مسافت‌های طولانی را شنا کند چون این توان را دارد که تمام بدنش حتی قلبش را گرم نگه دارد. این ویژگی بیشتر در پستانداران و پرندگان دیده می‌شود. توانایی تنظیم دمای بدن در غضروف‌ماهیان، کوسه‌های خانوادهٔ سفیدکوسگان (پوربیگل، ماهی خال‌خالی، سالمون، و کوسهٔ سفید) و کوسه دم‌دراز دیده می‌شود اما میزان این توانایی متفاوت است کمترین آن در نول‌ماهی است که تنها می‌تواند چشم‌ها و مغزش را گرم کند و بیشترین آن در ماهی تن باله آبی و کوسهٔ پوربیگل است که می‌تواند تا ۲۰ درجه بالاتر از دمای آب پیرامون، بدنش را گرم کند.
توانایی بالا بردن دمای بدن در ماهی‌هایی دیده می‌شود که همگی بزرگ اند، ماهی لجه‌زیاند و مصرف انرژی بالایی دارند تا بتوانند مسافت‌های طولانی را سفر (مهاجرت) کنند. از این رو می‌توان گفت که توان بالابردن دمای بدن با داشتن استانداردهای بالاتر در میزان سوخت‌وساز پایه بدن ارتباط مستقیم دارد که باعث می‌شود این ماهی‌ها ظرفیت بالاتری در انجام فعالیت‌های فیزیکی مختلف به صورت همزمان داشته باشند و سرعت سوخت و ساز بدن شان بالاتر باشد.

### تولید مثل

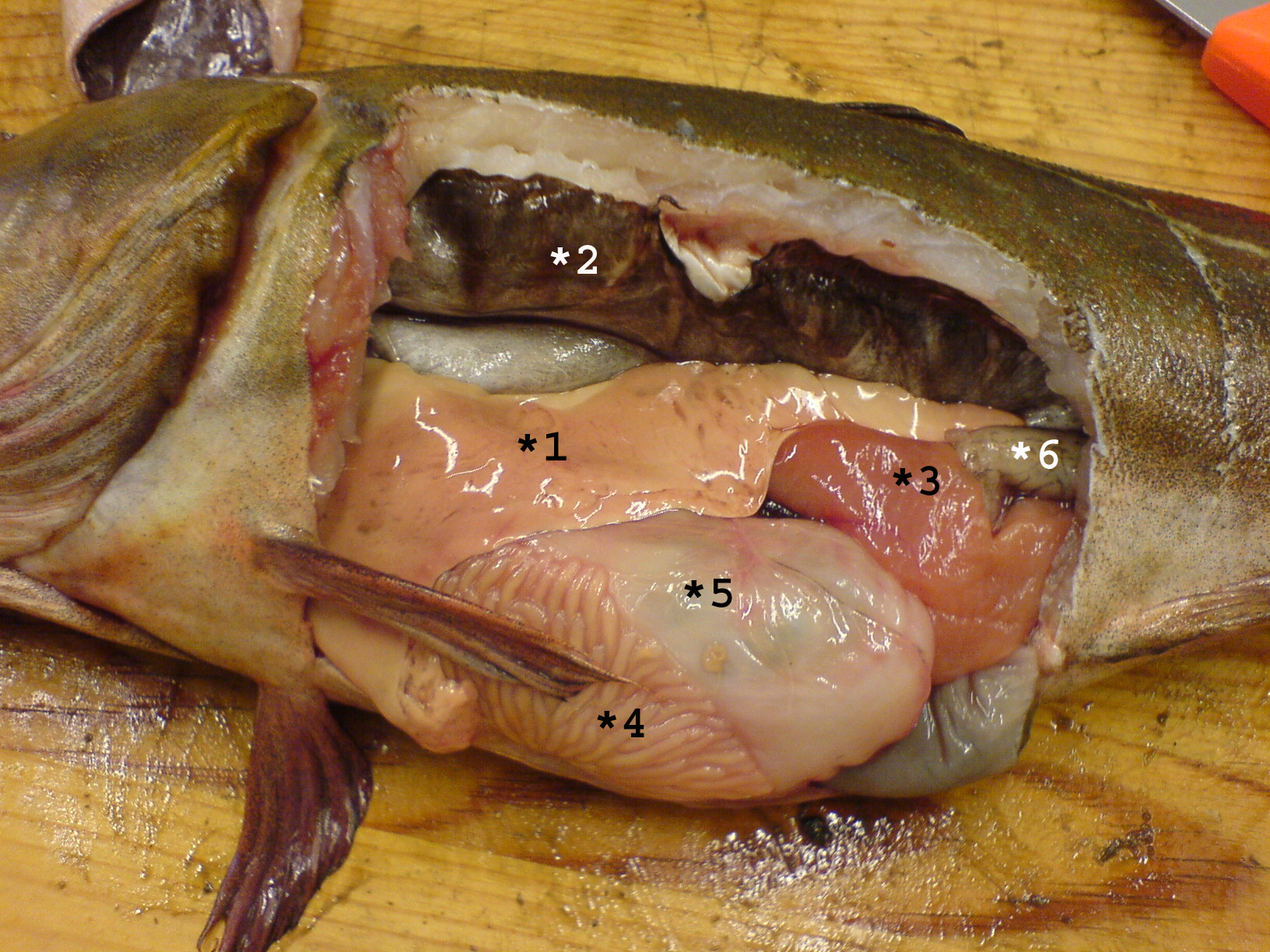
اندام‌ها به ترتیب: ۱)کبد، ۲)کیسهٔ شنا، ۳)اشپل، ۴)رودهٔ کور، ۵)معده، ۶)روده

بیش از ۹۷ درصد ماهی‌ها، تخم‌گذارند؛ از جمله ماهی آزاد، ماهی قرمز، سیکلید، ماهی تن و مارماهی سانان. تخم ماهی لجه‌زی معمولاً در آب معلق می‌ماند. بسیاری از ماهیان آب شیرین و ماهی‌هایی که در سواحل دریا زندگی می‌کنند، در کف دریا یا لابلای گیاهان دریایی تخم می‌گذارند و برخی هم تخم‌های چسبنده دارند. مرگ‌ومیر تخم‌ها و بچه‌ماهی‌ها معمولاً خیلی زیاد است و از صدها، هزاران یا حتی در مواردی میلیون‌ها تخم، تنها تعداد کمی به سن بلوغ می‌رسند. اندازه تخم ماهی‌ها بسته به گونه، اندازه ماهی و شرایط محیطی متفاوت است. قطر تخم مکندگان و ماهی سفید برابر ۲ میلی‌متر، قزل‌آلا از ۳ تا ۴ میلی‌متر و ماهی آزاد ۸ میلی‌متر است.
اندام‌های جنسی ماهی شامل بیضه‌ها و تخمدان‌ها است. در بیشتر گونه‌های ماهی، غده‌های جنسی به صورت جفت اند و بزرگی آن‌ها با هم برابر است اما گاهی بخشی از این غده‌ها یا همهٔ آنها در هم ادغام شده‌اند. ماهی نر با استفاده از بیضه، اسپرم را به‌صورت یک مایع سفیدرنگ تولید می‌کند که به آن منی ماهی گفته می‌شود. تخمک در بدن ماهی ماده، در تخمدان ساخته و از طریق مجرای ادرار به بیرون از بدن ماهی سرازیر می‌شود. در برخی موارد، تخمک‌ها ابتدا در داخل بدن ماهی ماده بارور می‌شوند. در برخی از گونه‌ها، تخم تا زمان تولد بچه‌ماهی‌ها در بدن ماهی باقی می‌ماند. به این روش تولید مثل، اصطلاحاً زنده‌زایی گفته می‌شود. بعضی از خانواده‌های متعلق به چارگوش‌ماهی‌ها، پرتوماهی‌ها و کوسه‌ماهی‌ها زنده‌زا هستند. همچنین برخی گونه‌های ماهی زینتی، مانند اعضای خانوادهٔ رنگین‌ماهیان (گوپی، مولی باله‌بادبانی و…) نیز زنده‌زایی می‌کنند. همچنین گونه‌های معدودی از ماهیان، در مقطعی از طول زندگی خود، نرماده می‌شوند؛ یعنی هم قابلیت تولید اسپرم و هم تخمک را پیدا می‌کنند. با این حال، خودباروری در ماهیان خیلی نادر است.

در بحث توزیع اسپرماتوگونی، ساختار بیضه‌های پیوسته‌استخوانان بر دو گونه است: فراوان‌ترین حالت برای زمانی است که اسپرماتوگونی در سراسر لوله‌های منی‌ساز ایجاد می‌شود در حالی که ماهی‌های آترینومورف تنها محدود به بخش انتهایی این ساختاراند. ماهی‌ها بسته به وضعیت آزادسازی سلول‌های جنسی از کیست‌ها تا مجراهای لوله‌های منی‌ساز، می‌توانند اسپرماتوژنزها را به صورت یک مجموعهٔ کامل یا نیمه (کیستی یا نیمه کیستی) ارائه کنند.

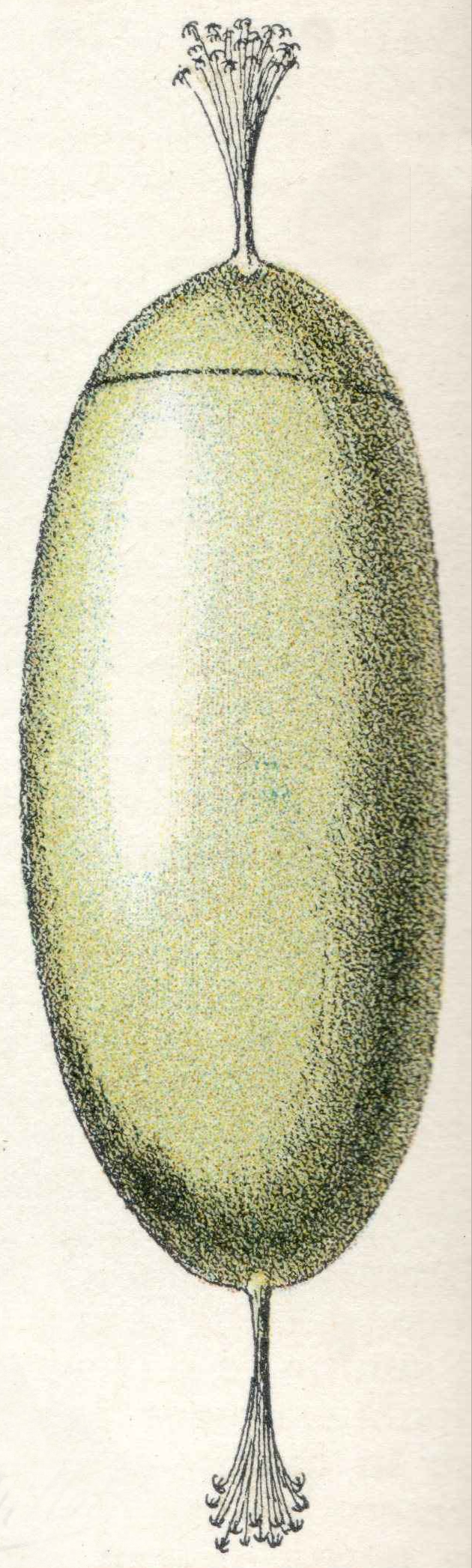
تخم مکنده‌ماهی
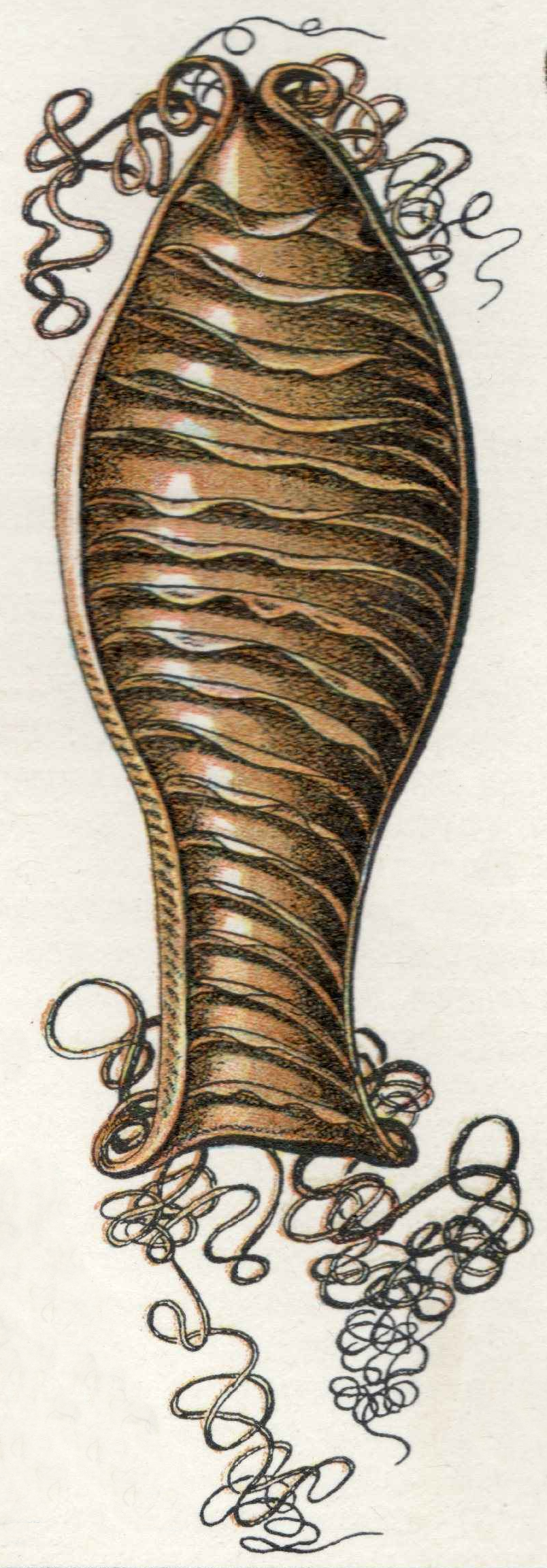
تخم گربه‌کوسه (یا کیف پری دریایی)
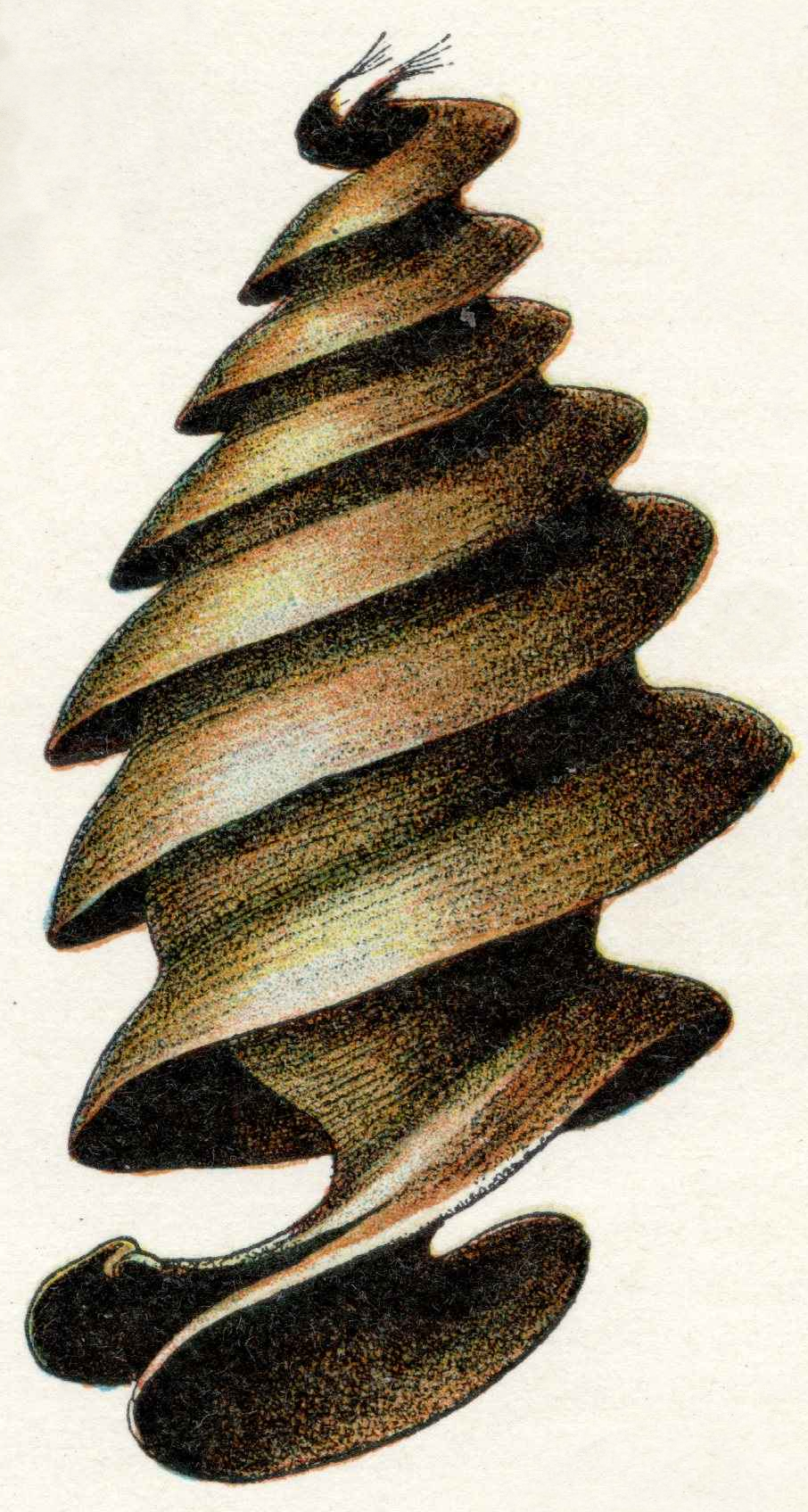
تخم کوسه‌های شاخدار
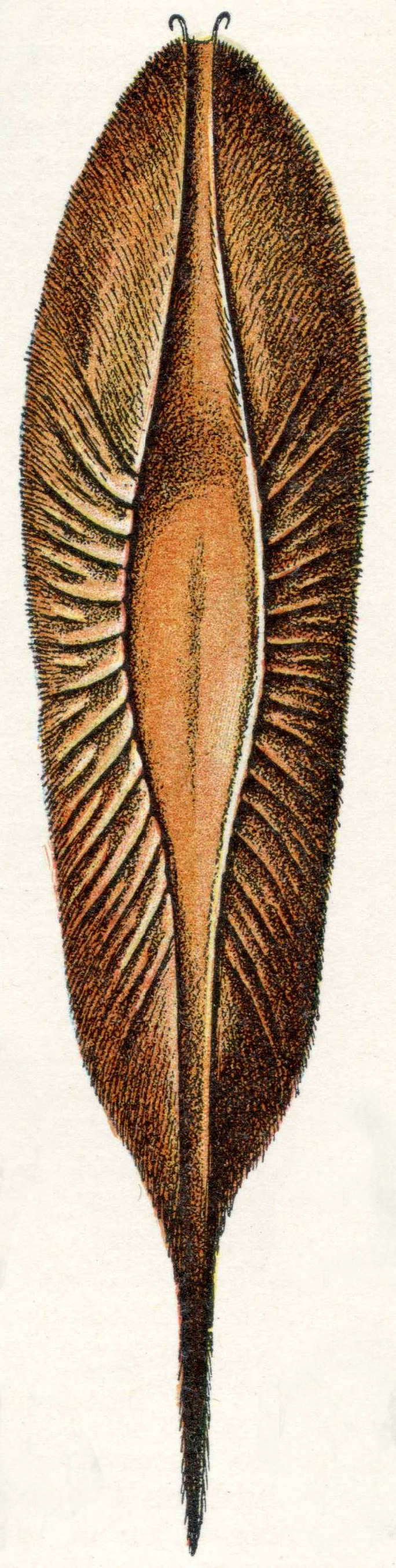
تخم موش ماهی

به ماهی‌هایی که از تخم خارج می‌شوند، لارو گفته می‌شود. به بدن لاروها یک کیسه ناف متصل است که از آن تغذیه می‌کنند. پس از جذب کامل کیسه ناف، ماهی باید خودش تغذیه کند. فرایند دگرگونی لارو به ماهی جوان که طی مدت کوتاهی رخ می‌دهد و با چشم قابل ملاحظه است، دگردیسی نام دارد.
در بسیاری از گونه‌ها، ماهی نر یا ماهی ماده یا هردو، از تخم و بچه‌ماهی‌ها مراقبت می‌کنند. سیچلایدها با کندن گودال در بستر ماسه، لانه‌ای فراهم می‌کنند، ماهی آبنوس لانه خود را با گیاهان دریایی و رشته‌های چسبنده می‌سازد، ماهی گورامی برای تخم‌ها حباب‌هایی در سطح آب ایجاد می‌کند و بعضی از گونه‌های سیچلاید و گربه‌ماهی، از تخم‌ها و بچه‌ها در دهان خود نگهداری می‌کنند. بعضی از ماهی‌ها برای تولید مثل مسیر بسیار درازی را از دریا به سرچشمه رودخانه (مانند ماهی آزاد) یا برعکس (مانند مارماهی مهاجر) می‌پیمایند.

## بیماری

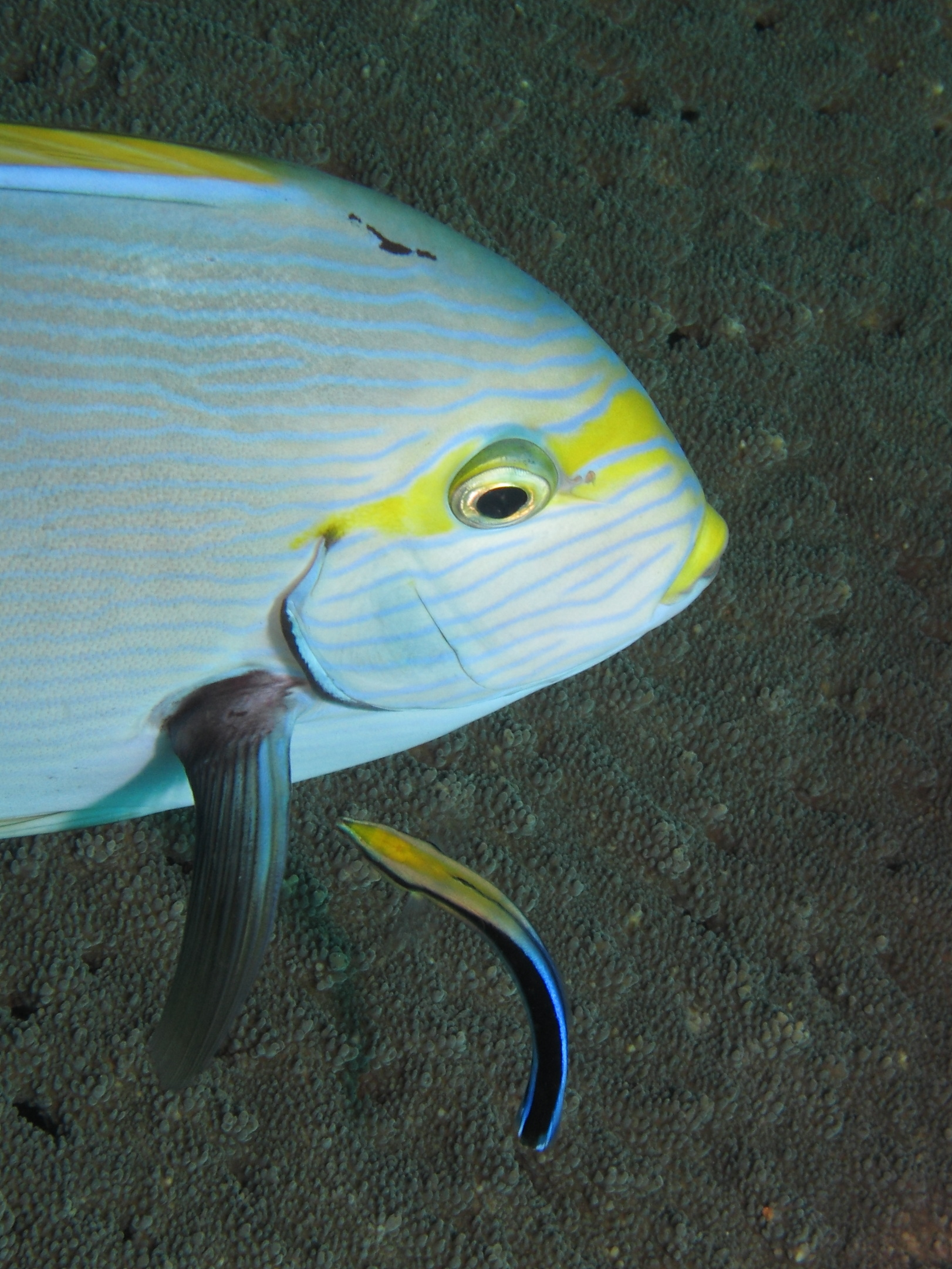
یک زمردماهی خط آبی (ماهی کوچک‌تر) به همراه یک جراح ماهی (ماهی بزرگتر) که در حال گرفتن خدمات پاکسازی است.

مانند دیگر جانوران، ماهی‌ها نیز ممکن است از بیماری رنج برند. عمومی‌ترین دفاع ماهی در برابر بیماری‌ها، پوست و پولک آن و یک لایه مایع مخاطی است که توسط روپوست ترشح می‌شود و مانع رشد میکروب‌ها در بدن می‌شود. اگر عامل‌های بیماری‌زا در این سدهای دفاعی نفوذ کنند، بدن ماهی با التهاب به آن‌ها پاسخ می‌دهد، در اثر التهاب جریان خون در ناحیهٔ عفونی بیشتر می‌شود و آن بخش گلبول سفید بیشتری برای نابودی عفونت دریافت می‌کند. در چند سال گذشته واکسن‌هایی برای ماهی‌های پرورشگاهی و تزئینی (آکواریومی) تهیه شده است. برای نمونه برای پیشگیری از کورَک در ماهی آزاد پرورشی یا تبخال در کپور گلگون واکسن‌هایی تولید شده است.
برخی گونه‌های ماهی وظیفهٔ نظافت مواد زائد خارجی را بر عهده می‌گیرند، بهترین نمونه، زمردماهی خط آبی از خانوادهٔ زمردماهیان است که می‌توان آن را در آب‌سنگ مرجانی اقیانوس‌های هند و آرام پیدا کرد. این ماهی‌های کوچک به پاکسازی محل می‌پردازند از این رو ماهی‌های دیگر به گونه‌ای برخورد می‌کنند تا توجه این ماهی‌های نظافت چی را به خود جلب کنند. پاکسازی در میان دیگر گروه‌های ماهی هم دیده شده که جالب‌ترین مورد آن مربوط است به دو گروه سیکلید از یک سَردهٔ مشترک، Etroplus maculatus یا پاک‌کننده و Etroplus suratensis یا گروه ماهی‌های با اندام بزرگتر که خدمات می‌گیرد.

### دستگاه ایمنی
دستگاه ایمنی ماهی‌ها، به اندازه پستانداران پیشرفته نیست. این دستگاه، از دو بخش تشکیل شده است: محافظت از تهاجم بیرونی و کنترل عوامل بیماری‌زای درونی. محافظت جسمی به صورت فلس و لایه‌های درم و اپیدرم ایجاد می‌شود که دفاع در برابر آسیب‌های جسمی و ارگانیسم‌های بیماری‌زای محیط را بر عهده دارد. پوشش مخاطی حاوی باکتری‌کش و قارچ‌کش است به دفاع از بدن در مقابل عوامل بیرونی کمک می‌کند و می‌تواند انگل‌ها را از اتصال به ماهی منصرف نماید. ماهی‌ها دارای برخی مصونیت‌های کلی هستند که از مواد شیمیایی موجود در خون آن‌ها تأمین می‌شود: اینترفرون شیمیایی ضدویروس و پروتئین واکنشی سی بلافاصله به باکتری‌ها و ویروس‌ها حمله می‌کنند. به محض اینکه بدن ماهی، یک بیماری‌زا را تشخیص دهد، اقدامات هماهنگی را برای مقاومت در برابر آن انجام می‌دهد: نخست، نقاط ورودی بدن مسدود می‌شود تا از نفوذ بیشتر عامل بیماری‌زا جلوگیری شود. سلول‌های آسیب‌دیده، هیستامین تولید می‌کنند تا ورودی‌های بدن در نزدیکی آنها دچار التهاب شود و سلول‌های خونی را به سمت خود نزدیک کنند. فیبرینوژن و فاکتورهای لخته شدن نیز مانعی از فیبرین ایجاد می‌کنند. گلبول‌های سفید به همان ناحیه جذب می‌شوند و اجسام خارجی را می‌گیرند و آن‌ها را برای قرنطینه یا دفع به طحال و کلیه منتقل می‌کنند. کارایی سیستم ایمنی ماهی‌ها تحت تأثیر محیط است. آب سرد، عملکرد دستگاه ایمنی را کند می‌کند و به همین دلیل، ماهی‌های آلوده تمایل دارند به مناطق گرم تر بروند.

## حفاظت

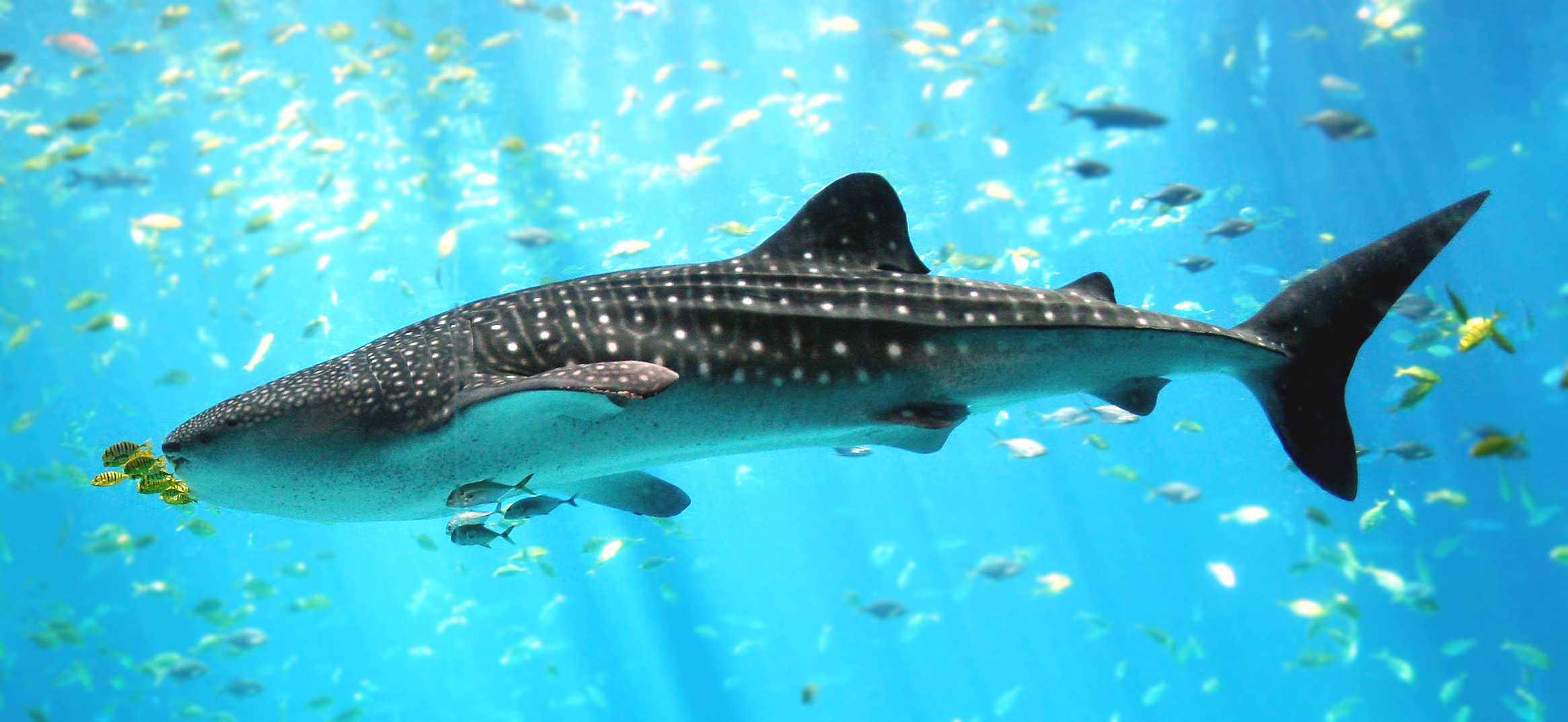
کوسه‌نهنگ بزرگ‌ترین گونه از ماهی‌ها که در ردهٔ گونه آسیب‌پذیر جای گرفته است.

در سال ۲۰۰۶، اتحادیه بین‌المللی حفاظت از طبیعت فهرست قرمز گونه‌های در معرض خطر را منتشر کرد در این فهرست نام ۱٬۱۷۳ گونهٔ ماهی وجود داشت که در معرض نابودی بودند از جمله می‌توان به روغن‌ماهی اطلسی، کوسه سفید، تهی‌خار و کپوردندان سوراخ شیاطین اشاره کرد. از آنجایی که ماهی‌ها در زیر آب زندگی می‌کنند دریافت اطلاعات کافی از جمعیت آنها به خوبی گیاهان و جانوران خاکی صورت نمی‌گیرد با این حال روشن است که ماهی‌های آب‌های شیرین به دلیل محدودیت محیط زندگی شان بیش از دیگران در خطر نابودی قرار دارند برای نمونه کپوردندان سوراخ شیاطین در یک فضای ۳ در ۶ متر زندگی می‌کند.

### صید بی‌رویه
منظور از صید بی‌رویه، ماهی‌گیری در مقدارهای بسیار زیادی است که جمعیت ماهی‌های بالغ را آنقدر کاهش دهد که قادر به بازیابی جمعیت خود نشوند. صید بی‌رویه، معمولاً روش‌هایی برای صید انبوه را در بر می‌گیرد که در آن مقدار زیادی ماهی یا دیگر جانوران آبزی دیگر نیز به‌صورت ناخواسته صید می‌شوند. این روش‌ها، اکوسیستم دریاها و اقیانوس‌ها را به خطر می‌اندازد و بسیاری از گونه‌های آبزی از جمله ماهیان را در خطر انقراض قرار می‌دهد. یک نمونه از ریزش جمعیت در ماهی‌ها، ساردین آمریکای جنوبی است که در ساحل‌های کالیفرنیا صید می‌شد. اوج ماهیگیری این گونه در سال ۱۹۳۷، برابر با ۷۹۰ هزار تن بزرگ بود که در سال ۱۹۶۸ به ۲۴ هزار تن بزرگ سقوط کرد و از آن پس، ماهیگیری این گونه صرفهٔ اقتصادی خود را از دست داد. صید بی‌رویه، همچنین یک خطر جدی برای ماهی‌های خوراکی مانند ماهی روغن و ماهی تن است.
بزرگ‌ترین مشکل، اختلاف نظر میان علوم و مهندسی شیلات و صنعت ماهیگیری است. این دو گروه در بحث توان ماهی‌ها در جبران جمعیت ازدست رفته‌شان در اثر ماهیگیری شدید دچار اختلاف اند. در جاهایی مانند اسکاتلند، نیوفاندلند و آلاسکا، صنعت ماهیگیری باعث استخدام افراد زیادی می‌شود از این رو دولت‌ها از این صنعت حمایت می‌کنند از سوی دیگر دانشمندان شیلات به شدت معتقدند که باید از ماهی‌ها حفاظت شود و هشدار می‌دهند که با ادامهٔ این روند تا پنجاه سال دیگر بسیاری از گونه‌های ماهی دیگر وجود نخواهند داشت.

### نابودی زیستگاه

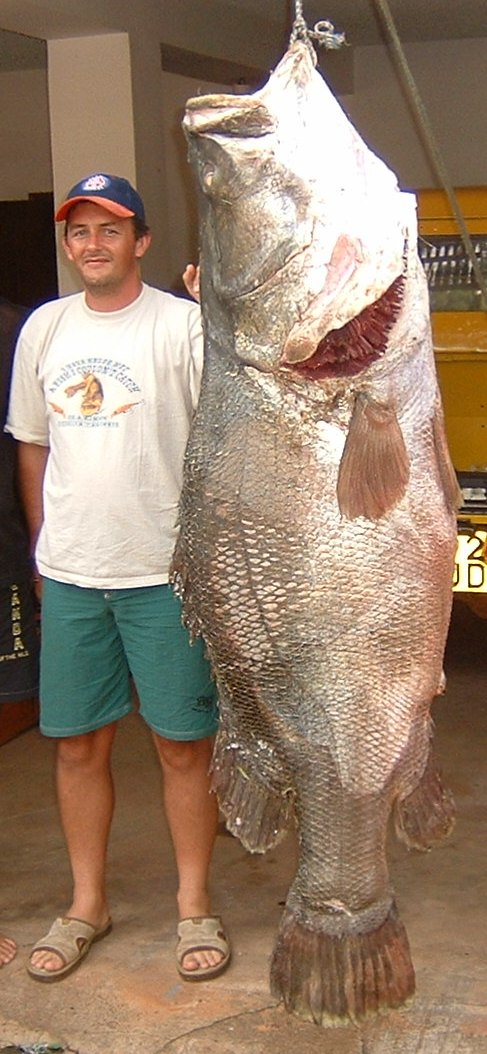
ماهی لوتی نیل در صورتی که امکان رشد فراهم باشد می‌تواند تا طول ۲ متر و وزن ۲۰۰ کیلوگرم رشد کند.

یکی از نگرانی‌های اصلی برای ادامهٔ زندگی ماهی‌ها تخریب یا آسیب به محل زندگی آنها است، عواملی مانند آلودگی آب، ساخت سد، حذف آب برای ایجاد محل زندگی برای انسان و ورود گونه‌های مهاجم به محل زندگی آنها از جملهٔ این موارد است.

### گونه‌های مهاجم
ورود گونه‌های مهاجم به محل زندگی ماهی‌ها می‌تواند بسیار آسیب‌زا باشد برای نمونه می‌توان به ورود ماهی لوتی نیل به دریاچه ویکتوریا در دههٔ ۱۹۶۰ میلادی اشاره کرد. این ماهی ۵۰۰ گونه سیکلید بومی دریاچهٔ ویکتوریا را کاملاً نابود کرد البته برخی از آنها در برنامه‌های حفاظتی جان سالم به در بردند اما بقیه احتمالاً برای همیشه از دست رفته‌اند. ماهی سرماری، ماهی کپور، پشه‌ماهی، قزل‌آلای خال‌سرخ، قزل‌آلای رنگین‌کمان، تیلاپیای موزامبیکی و خروس‌ماهی نمونه‌هایی از گونه‌های مهاجم ماهی هستند.

## اهمیت ماهی برای انسان

### اهمیت اقتصادی
در طول تاریخ همواره ماهی به عنوان یک منبع خوراکی برای انسان اهمیت داشته است؛ اهمیت پروتئین ماهی چه به‌دست آمده از راه ماهیگیری در دریاهای آزاد یا پرورش ماهی روز به روز در میان ملت‌ها بیشتر می‌شود. گذشتهٔ پرورش ماهی به ۳۵۰۰ سال پیش از میلاد، در چین بازمی‌گردد. روی هم رفته نزدیک به یک-ششم پروتئین مصرفی در جهان از راه ماهی گرفته می‌شود.
گرفتن ماهی با هدف خوراکی یا ورزشی، ماهی‌گیری نام دارد اما تلاش سازماندهی شده از سوی انسان برای گرفتن ماهی، شیلات نام دارد. شیلات یک کار اقتصادی بزرگ است که از راه آن برای میلیون‌ها انسان درآمد ایجاد می‌شود. انسان‌ها همچنین برای به دست آوردن گوشت ماهی، اقدام به تکثیر و پرورش دادن ماهی در محوطه‌های محصور (مانند حوضچه یا استخر) می‌کنند که به آن پرورش ماهی گفته می‌شود. پرورش ماهی، سریع‌ترین نوع دامداری برای تولید غذا با منشأ جانوری است که امروزه نیمی از گوشت ماهی مصرفی در جهان را تأمین می‌کند و به‌عنوان راهی برای اجتناب از ماهی‌گیری بی‌رویه محسوب می‌شود. متداول‌ترین ماهی‌های پرورشی عبارتند از ماهی سالمون، ماهی تن، ماهی قزل‌آلا و لوزی‌ماهی. در سال ۲۰۱۶ میلادی، ۱۷۱ میلیون تن ماهی به ارزش تخمینی ۳۶۲ میلیارد دلار صید شده که ۴۷ درصد از آن ماهی پرورشی بوده است. سرانه مصرف ماهی در جهان در دهه‌های اخیر سیر صعودی داشته و از ۹ کیلوگرم در سال ۱۹۶۱ به ۲۰٫۲ کیلوگرم در سال ۲۰۱۵ رسیده است. رشد این شاخص، به‌طور متوسط، ۱٫۵ درصد در سال بوده است. تولید فزایندهٔ ماهی پرورشی، نقش مؤثری در رشد تولید و عرضهٔ گوشت ماهی در جهان داشته است. در سال ۲۰۱۵، در حدود ۱۷ درصد از پروتئین حیوانی مورد نیاز جهان، از گوشت ماهی تأمین شد.

### پرورش ماهی

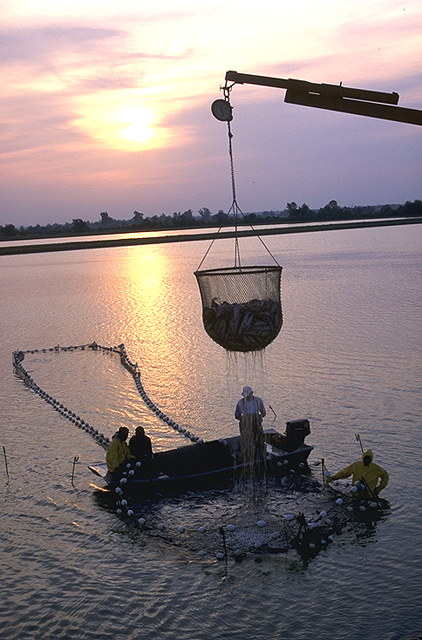
مزرعهٔ پرورش گربه‌ماهی، میسیسیپی

پرورش ماهی به حدود ۶۰۰۰ سال پیش از میلاد، بازمی‌گردد؛ بومیان گاندیجمارا در ویکتوریای استرالیا، مارماهی پرورش می‌دادند. آنها دشت‌های سیلابی به گستردگی ۱۰۰ کیلومتر مربع را که در همسایگی دریاچهٔ کاندا قرار داشت، به مجموعه ای از مجراها و سدها تبدیل کرده بودند و با استفاده از گرگورهای بافته شده مارماهی‌ها را شکار می‌کردند و به جای مناسب هدایت می‌کردند تا از آنها نگهداری کنند تا همهٔ سال مارماهی تازه داشته باشند. بوج بیم در جنوب غرب ویکتوریا که یکی از میراث جهانی یونسکو است، به عنوان یکی از قدیمی‌ترین محل‌های آبزی‌پروری جهان شناخته می‌شود.
در چین (۶۲۰۰ پیش از میلاد، قدیمی‌ترین در جهان)، روم باستان، کره و مصر باستان نیز آبزی‌پروری انجام می‌شد آنها به ماهی‌ها، کرم ابریشم، چوب بلوط، یا بامبو، جلبک دریایی و … می‌دادند.

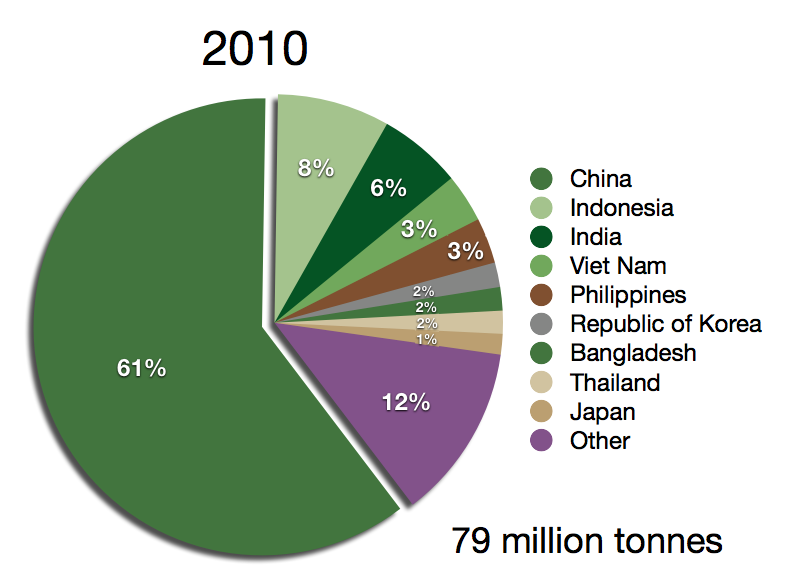
کشورهای مهم در آبزی‌پروری

ماهیگیری بیش از اندازهٔ گونه‌های خاص از ماهی یا بازه‌های رکود در ماهیگیری به همراه تقاضای روزافزون برای پروتئین با کیفیت باعث شد تا به صورت گسترده‌تر، افراد به پرورش ماهی روی بیاورند و گونه‌هایی از ماهی‌ها را به صورت اهلی پرورش دهند. در آغاز همه بر این باور بودند که مانند انقلاب سبز که در سدهٔ ۲۰ میلادی، کشاورزی و دامپروری را دگرگون کرد، قرار است یک «انقلاب آبی» در زمینهٔ ماهیگیری و آبزی‌پروری اتفاق بیفتد. با این تفاوت که جانوران خشکی‌زی سال‌ها بود که اهلی شده بودند و از این راه نیاز انسان به آنها تامین می‌شد اما بیشتر ماهی مورد نیاز به صورت غیراهلی و از راه دریا تامین می‌شد. در ۱۹۷۳ ژاک-ایو کوستو، اقیانوس‌شناس مشهور، با ابراز نگرانی از تقاضای روز افزون خوراک دریایی چنین گفت: «نیاز به سیر کردن جمعیتِ رو به رشدِ زمین، ما را بر آن می‌دارد، که با فهم تازه و فناوری تازه به دریا روی بیاوریم»
آبزی‌پروری برخلاف دامپروری (جانوران خشکی) برای انسان هزینهٔ بسیار کمتری دارد چون بیشتر بیماری‌های انسان از جانوران اهلی سرچشمه می‌گیرد. با این حال آبزی‌پروری نیز به سال‌ها پژوهش و بررسی احتیاج دارد، تا محیط زندگی ماهی‌ها پاکیزه بماند و ماهی‌ها دچار انگل یا انواع بیماری‌ها نشوند؛ مانند شپش دریایی که انگلی است که به ماهی‌های سالمون آسیب می‌زند.
تیلاپیا، ماهی آزاد و گربه‌ماهی مهم‌ترین گونه‌های ماهی پرورشی در جهان‌اند. در مناطق مدیترانه ای، ماهی تُن باله‌آبی نیز پرورش می‌یابد.

### آکواریوم
در سال ۱۳۶۹ میلادی، هونگ‌وو از چین شرکتی تأسیس کرد که کار آن ساخت لول‌های پرسلان بزرگ بود. در این لوله‌های پرسلان، ماهی قرمز نگهداری می‌شد پس از آن کم‌کم ظرف‌های گِرد به شکل تُنگ ماهی امروزی جایگزین لوله‌های پرسلان شد. البته برخی بر این باورند که رومیان باستان نخستین کسانی بودند که آکواریوم را اختراع کردند، آنها در مخزن‌هایی از جنس سنگ مرمر، گربه‌ماهی سفید نگه می‌داشتند اما در درستی این مطلب تردید وجود دارد.

### اهمیت فرهنگی

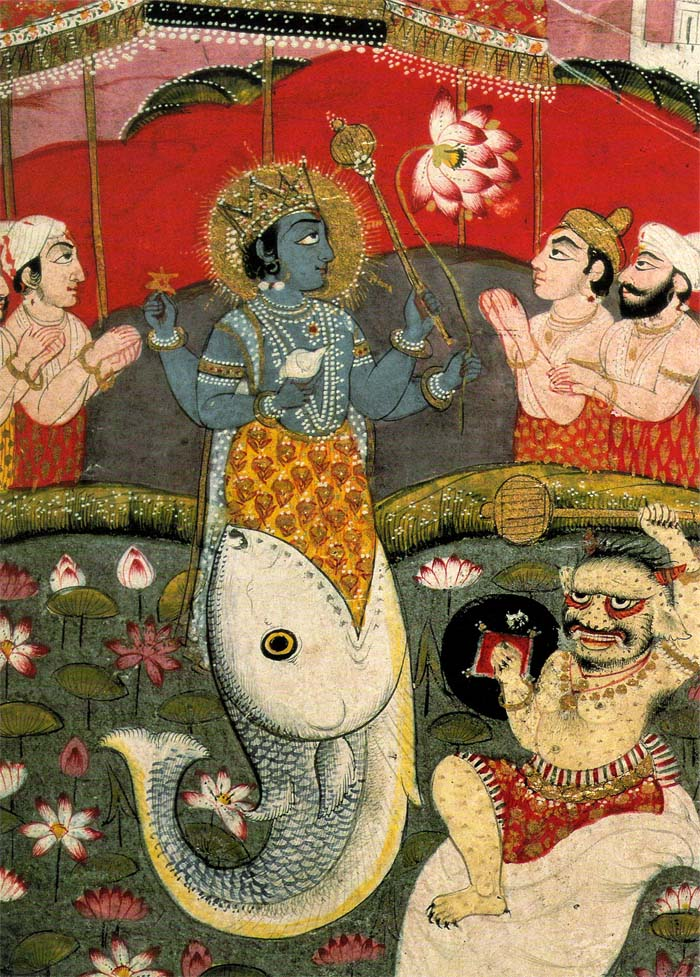
آواتار ویشنو به شکل یک ماتسیا.

در باورهای ساکنان باستانی منطقه امروزی فلسطین، داجون، خدای باروری، قدرت‌های زندگی‌بخش طبیعت، غله و کشاورزی، بالاتنه‌ای شبیه انسان و دمی شبیه ماهی داشت. بر اساس افسانه‌های چینی، چین باستان توسط فو هسی، با سَرِ مرد و دم ماهی، بنیانگذاری شد. او اولین فرمانروا از سه حاکم اسطوره ای چین باستان و مخترع نوشتن، ماهیگیری و تله‌گذاری بود. بر اساس افسانه‌های یونانی، گلائوکوس، یک پیرمرد ماهی‌گیر بود که با خوردن یک گیاه جادویی، عمر جاودان یافت، اما در عوض مجبور شد همیشه در آب زندگی کند؛ چون بازوانش به باله و پاهایش به دم ماهی تبدیل شد. نومو نیز موجودی شبیه به ماهی بود که توسط بعضی از قبیله‌های مالی در آفریقا پرستش می‌شد. همچنین در افسانه‌های اروپایی، پری دریایی یک موجود افسانه‌ای با بالاتنهٔ انسان و دم ماهی است که به موسیقی علاقه دارد. پری دریایی در داستان‌های هزار و یک شب نیر آمده است. در ادبیات معاصر هم پری دریایی به عنوان یک موجود خیالی مورد توجه برخی نویسندگان قرار گرفته است؛ مانند داستان «پری دریایی کوچولو» از هانس کریستین آندرسن.
در آیین بودایی، ماهی طلایی یکی از هشت فرخنده و نماد آسودگی، غرق نشدن و آزادانه حرکت‌کردن است؛ دقیقاً همان‌طور که ماهی می‌تواند آزادانه در آب حرکت کند. این نماد همچنین مفهوم خوشبختی، باروری و فراوانی را دربردارد و معمولاً به شکل ماهی کپور نمایش داده می‌شود؛ چون ماهی کپور زیباست، طول عمر زیادی دارد و در فرهنگ‌های آسیای شرقی، مقدس شمرده می‌شود.

ایکتیس یک نماد مسیحی برای ماهی است.

ایکتیس به معنی ماهی، نمادی شامل دو کمان متقاطع است که در تقاطع سمت راست از هم عبور می‌کنند و یادآور تصویر یک ماهی است. این نشان، در دوران مسیحیت اولیه، به عنوان یک نماد سرّی در میان مسیحیان کاربرد داشت. امروزه به این تصویر، «نشان ماهی» یا «ماهی مسیح» می‌گویند و به معنای اعتقاد به مسیحیت است. در کتاب یونس، یک ماهی غول پیکر، یونس پیامبر را بلعید.

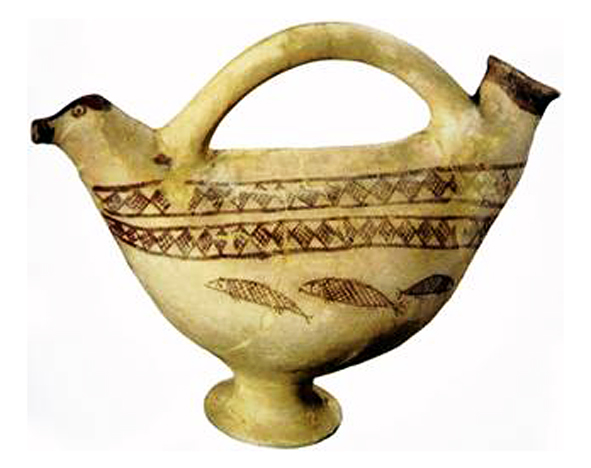
ظرف سفالی با نقش‌مایه ماهیان چرخان؛ بازمانده از تل باکون؛ هزاره چهارم پ. م؛ موزه ملی ایران

بر اساس باور زرتشتیان، هنگامی که اهورامزدا درخت گوکَرَن را در دریای فراخکرت آفرید، اهریمن چلپاسه‌ای فرستاد تا ریشه درخت را بجود و حیات را نابود کند. اما در اطراف ریشه درخت در اعماق دریا، دو کَرماهی پیوسته به‌دور ریشه چرخیدند تا وزغ و دیگر جانوران زیان‌آور را از آن دور نگاه دارند. «ماهیان چرخان» از بن‌مایه‌های مورد استفاده در هنر ایرانند که بر روی سفالینه‌ها و ظروف فلزی تصویر شده‌اند. از نقش‌مایه‌های قالی ایرانی، طرح ماهی دَرهَم —معروف به هراتی— است. بسیاری از ایرانیان، در جشن نوروز، یک ظرف آب حاوی ماهی قرمز را در سفره هفت‌سن قرار می‌دهند.
در اختربینی، برج حوت برپایهٔ صورت فلکی ماهی است. البته یک صورت فلکی ماهی دیگر هم هست که ماهی جنوبی نام دارد.
تصویر ماهی در هنر و کتاب‌ها بسیار آمده است؛ فیلم‌هایی مانند در جستجوی نمو و کتاب‌هایی مانند پیرمرد و دریا از این نمونه‌اند. ماهی‌های بزرگ به‌ویژه کوسه معمولاً موضوع فیلم‌های ترسناک و مهیج بوده‌اند؛ ازجمله رمان آرواره‌ها که فیلمی به همین نام هم از روی آن ساخته شد که خود، الهام‌بخش و تأثیرگذار بود. در عالم سینما و هنر، ماهی پیرانا هم مانند کوسه، ترسناک به تصویر کشیده شده است. از جمله در فیلم پیرانا. البته برخلاف تصور عمومی پیرانای شکم قرمز، یک ماهی بسیار خجالتی و لاشه‌خوار است که احتمال آسیب‌زدن آن به انسان بسیار کم است.

### آشپزی
راه‌های گوناگونی برای آماده کردن ماهی برای خوراک وجود دارد، برای یک خوراک می‌توان اصلاً ماهی را نپخت (خام) مانند ساشی‌می؛ یا اینکه می‌توان ماهی را به روش‌های گوناگون فرآوری کرد مانند خواباندن (سویچه) یا ترشی انداختن (ترشی شاه‌ماهی) یا دودی کردن (آزادماهی دودی). علاوه بر این‌ها می‌توان مانند دیگر مواد خوراکی ماهی را پخت که این کار می‌تواند به صورت تنوری کردن، سرخ کردن (چیپس و ماهی)، کباب کردن، تنگاب‌پزی (خوراک گربه ماهی در روو) یا بخارپز کردن باشد.

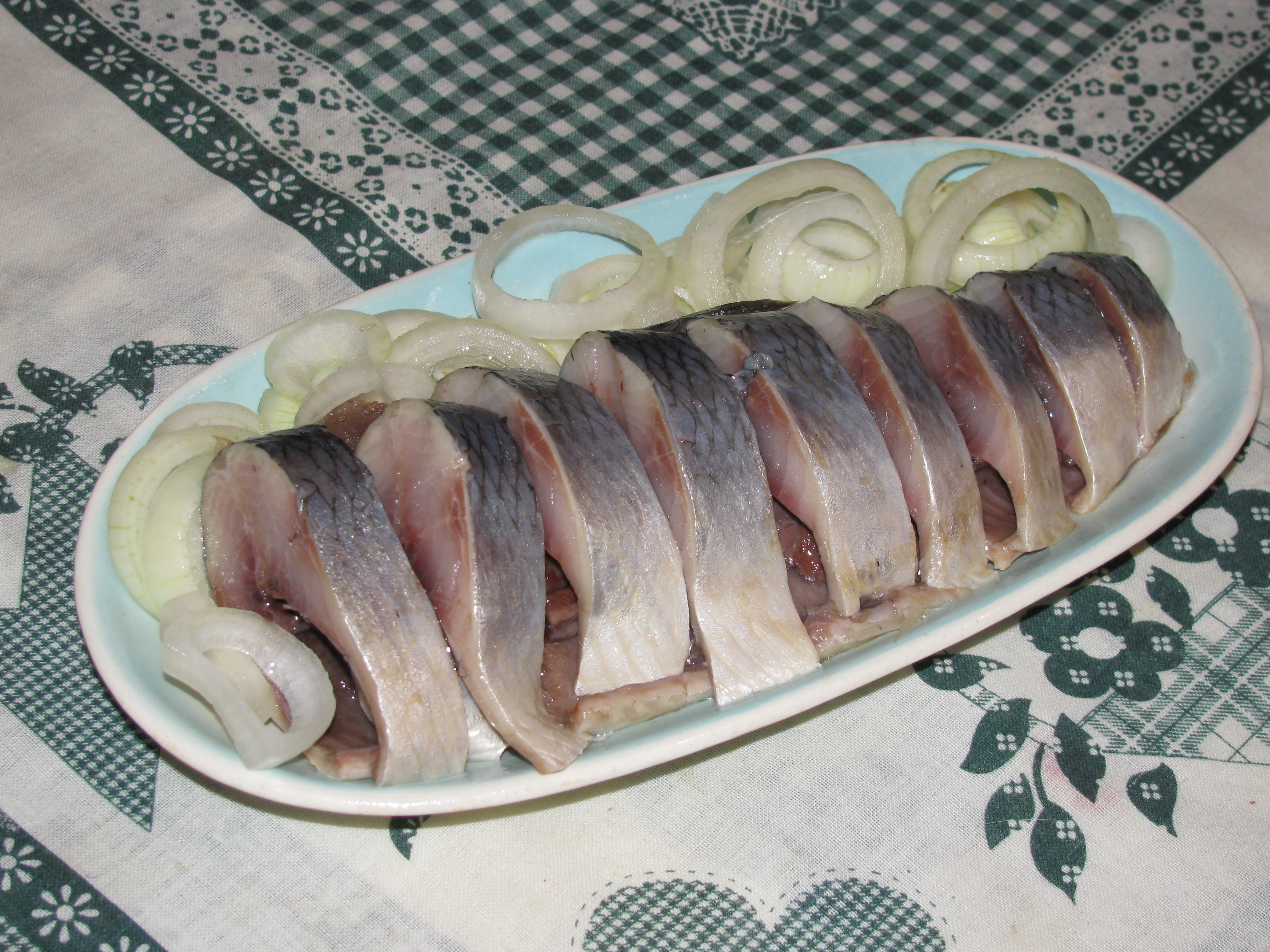
ترشی شاه ماهی با پیاز

| مقایسهٔ مواد خوراکی ۱۰۰ گرم سفیدماهی و ماهی روغنی | مقایسهٔ مواد خوراکی ۱۰۰ گرم سفیدماهی و ماهی روغنی | مقایسهٔ مواد خوراکی ۱۰۰ گرم سفیدماهی و ماهی روغنی | مقایسهٔ مواد خوراکی ۱۰۰ گرم سفیدماهی و ماهی روغنی |
| ------------------------------------------------ | ------------------------------------------------ | ------------------------------------------------ | ------------------------------------------------ |
| مواد خوراکی                                      | سفیدماهی زغال‌ماهی آلاسکا                         | ماهی روغنی شاه‌ماهی اطلسی                         |                                                  |
| انرژی (kcal)                                     | ۱۱۱                                              | ۲۰۳                                              |                                                  |
| پروتئین (g)                                      | ۲۳                                               | ۲۳                                               |                                                  |
| چربی (g)                                         | ۱                                                | ۱۲                                               |                                                  |
| کلسترول (mg)                                     | ۸۶                                               | ۷۷                                               |                                                  |
| ویتامین B-12 برحسب (µg)                          | ۴                                                | ۱۳                                               |                                                  |
| فسفر (mg)                                        | ۲۶۷                                              | ۳۰۳                                              |                                                  |
| سلنیم (µg)                                       | ۴۴                                               | ۴۷                                               |                                                  |
| امگا-3 (mg)                                      | ۵۰۹                                              | ۲۰۱۴                                             |                                                  |